# Volkswagen Polo
Volkswagen Polo – samochód osobowy klasy subkompaktowej produkowany pod niemiecką marką Volkswagen od 1975 roku. Od 2017 roku produkowana jest szósta generacja modelu.

## Pierwsza generacja

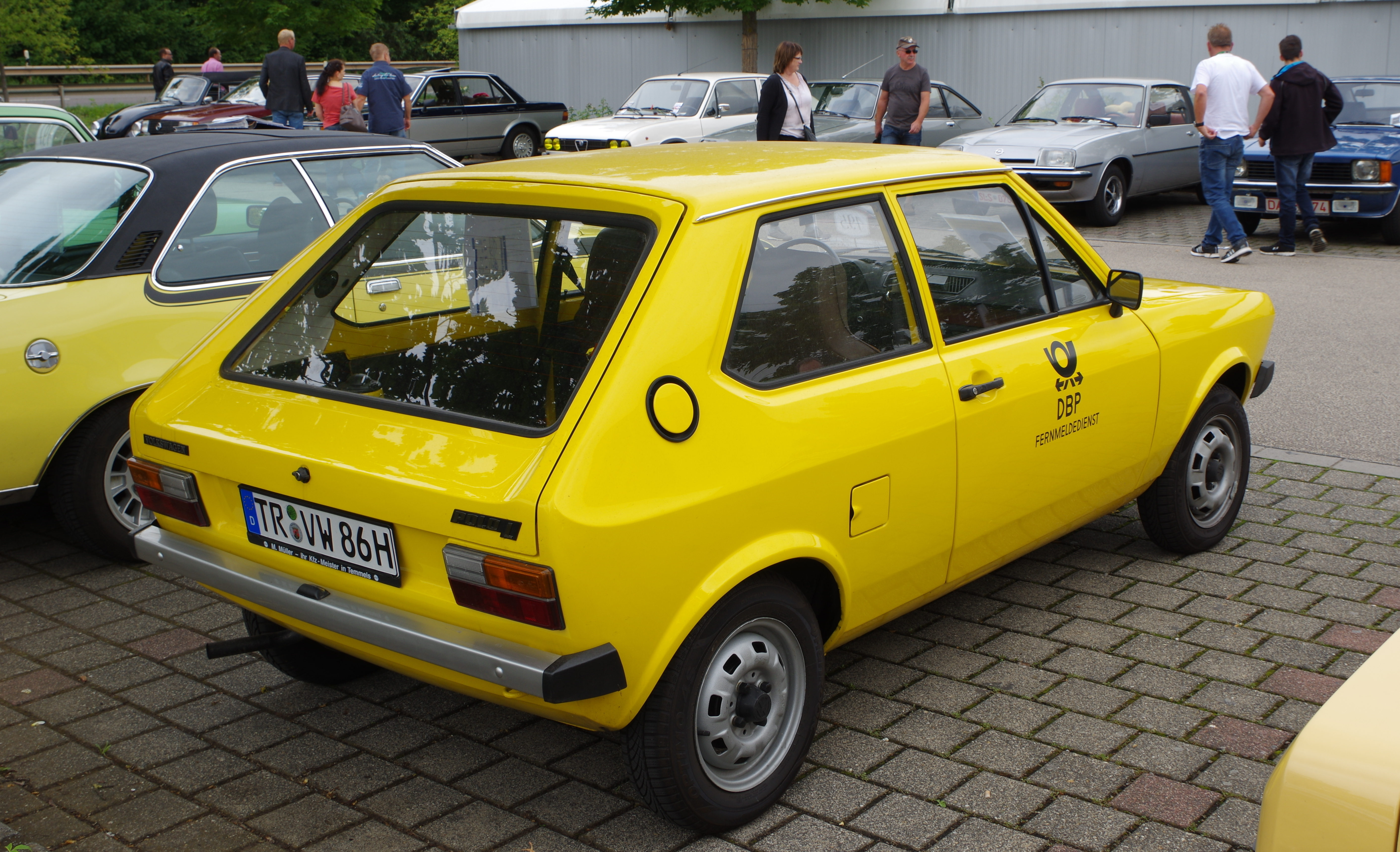
Volkswagen Polo I - tył

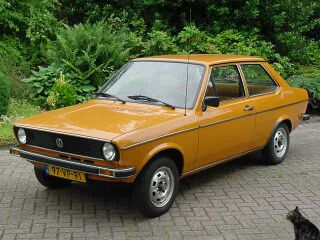
Volkswagen Derby

Volkswagen Polo I został po raz pierwszy oficjalnie zaprezentowany w 1975 roku.
Historia powstania modelu Polo rozpoczęła się w 1971 roku, kiedy to inżynierowie Volkswagena otrzymali zlecenie zaprojektowania maksymalnie długiego, a jednocześnie lekkiego pojazdu, którego masa nie przekroczy 700 kg, a długość 3,5 m. We wrześniu 1974 roku auto zostało po raz pierwszy oficjalnie zaprezentowane pod logiem Audi jako modelu 50. Rok później auto zaprezentowano podczas targów motoryzacyjnych w Paryżu. W tym samym roku zarząd Volkswagena postanowił wkroczyć w segment aut miejskich ze zdwojoną siłą, dlatego zaprezentowano model Polo, który jedynie detalami oraz uboższym wyposażeniem różnił się od Audi 50. Ze względu na wysoką cenę zakupu, Audi 50 wycofane zostało z produkcji w marcu 1978 roku.
Podstawową jednostką napędową pojazdu był czterocylindrowy silnik benzynowy o pojemności 0.9 l i mocy 40 KM. W 1976 roku gamę jednostek napędowych rozszerzono o silnik o pojemności 1.1 l i mocy 50 KM. W 1977 roku do gamy nadwoziowej pojazdu dołączył 2-drzwiowy sedan oferowany pod nazwą Derby. W 1979 roku auto przeszło delikatny face lifting. Zmieniona została odrobinę atrapa chłodnicy, zderzaki, a także wnętrze pojazdu. W tym samym roku zaprezentowana została usportowiona wersja pojazdu oznaczona symbolem GT. Pojazd ten wyposażony był w mocniejszy silnik benzynowy o pojemności 1.3 l i mocy 55 KM.

### Wersje wyposażeniowe
- LS
- GLS
- GT

### Silniki
| Wersja            | Silnik                    | Układ zasilania   | Średnica × skok tłoka | St. sprężania     | Moc maksymalna                   | Maks. moment obrotowy     | 0–100 km/h        | V-max             |
| Silniki benzynowe | Silniki benzynowe         | Silniki benzynowe | Silniki benzynowe     | Silniki benzynowe | Silniki benzynowe                | Silniki benzynowe         | Silniki benzynowe | Silniki benzynowe |
| ----------------- | ------------------------- | ----------------- | --------------------- | ----------------- | -------------------------------- | ------------------------- | ----------------- | ----------------- |
| 0.9 N             | R4 0.9 l (895 cm³), SOHC  | gaźnik Solex      | 69.50 × 59.00 mm      | 8.2:1             | 40 KM (30 kW) przy 5900 obr./min | 57 N·m przy 3500 obr./min | 18.0 s            | 135 km/h          |
| 1.0               | R4 1.0 l (1043 cm³), SOHC | gaźnik Solex      | 75.00 × 59.00 mm      | 9.5:1             | 40 KM (30 kW) przy 5900 obr./min | 74 N·m przy 2700 obr./min | b.d.              | 135 km/h          |
| 1.1 GLS           | R4 1.1 l (1093 cm³), SOHC | gaźnik Solex      | 69.50 × 72.00 mm      | 8.0:1             | 50 KM (37 kW) przy 5900 obr./min | 77 N·m przy 3000 obr./min | 15.4 s            | 142 km/h          |
| 1.3               | R4 1.3 l (1272 cm³), SOHC | gaźnik Solex      | 75.00 × 72.00 mm      | 9.5:1             | 55 KM (41 kW) przy 5400 obr./min | 96 N·m przy 3300 obr./min | b.d.              | 153 km/h          |

## Druga generacja

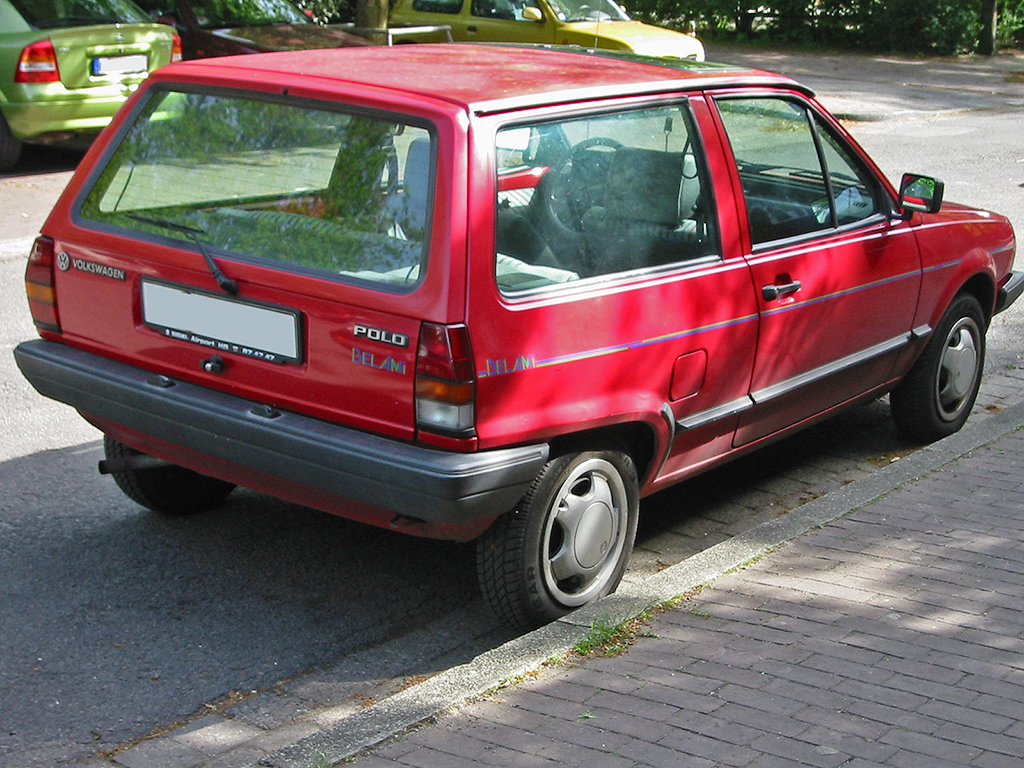
Volkswagen Polo II - tył przed liftingiem

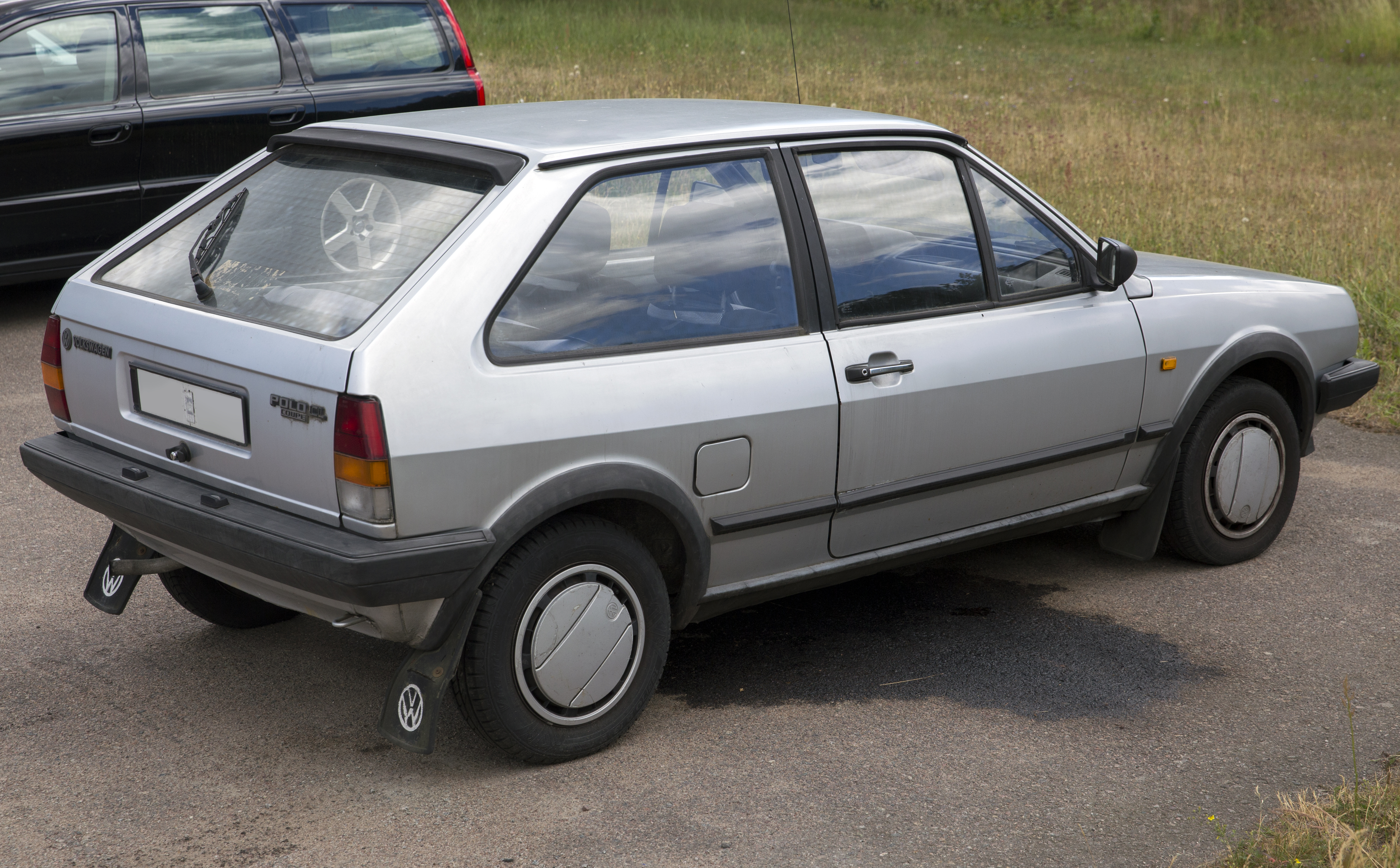
Volkswagen Polo II Coupé przed liftingiem

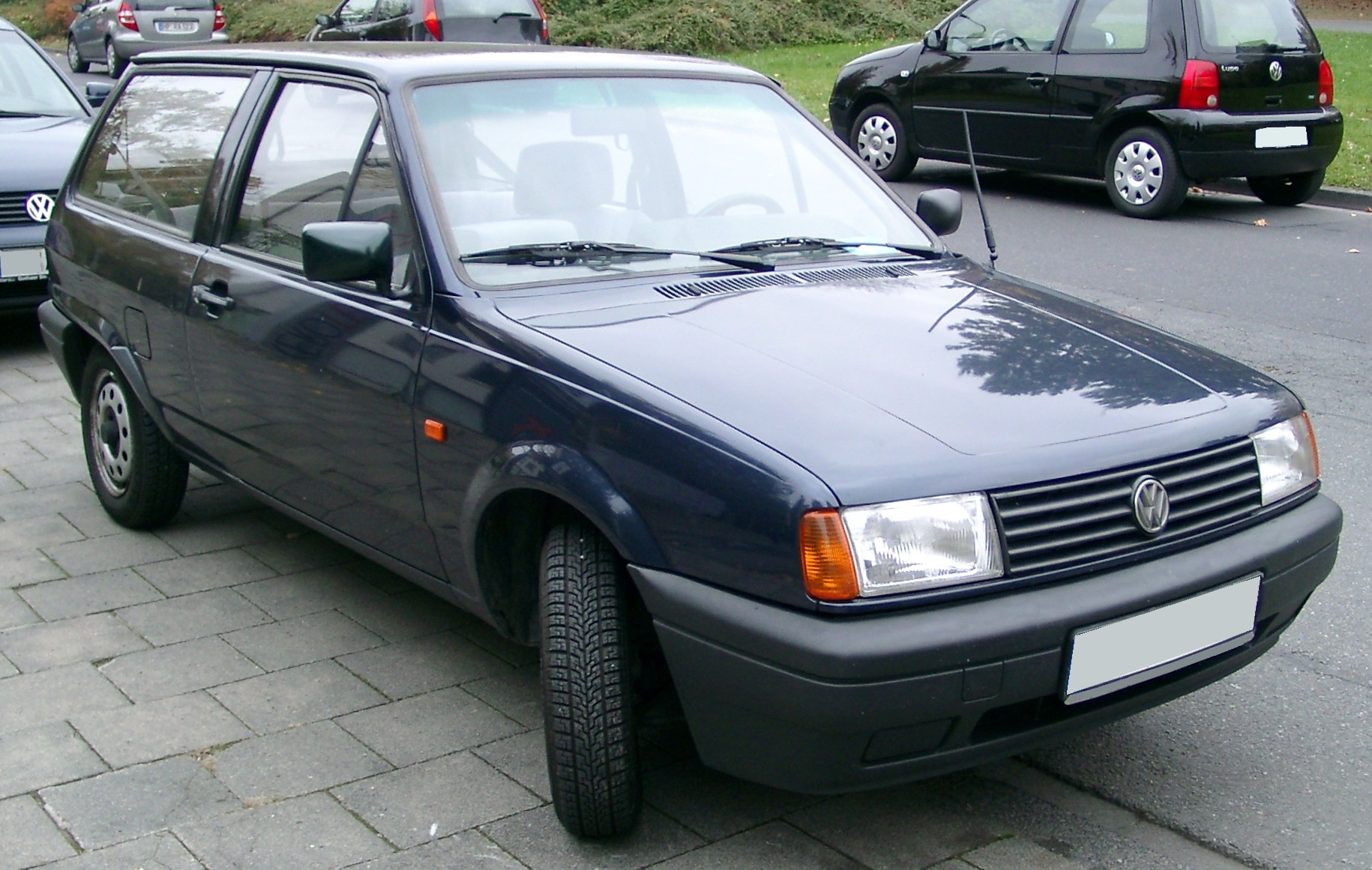
Volkswagen Polo II po liftingu

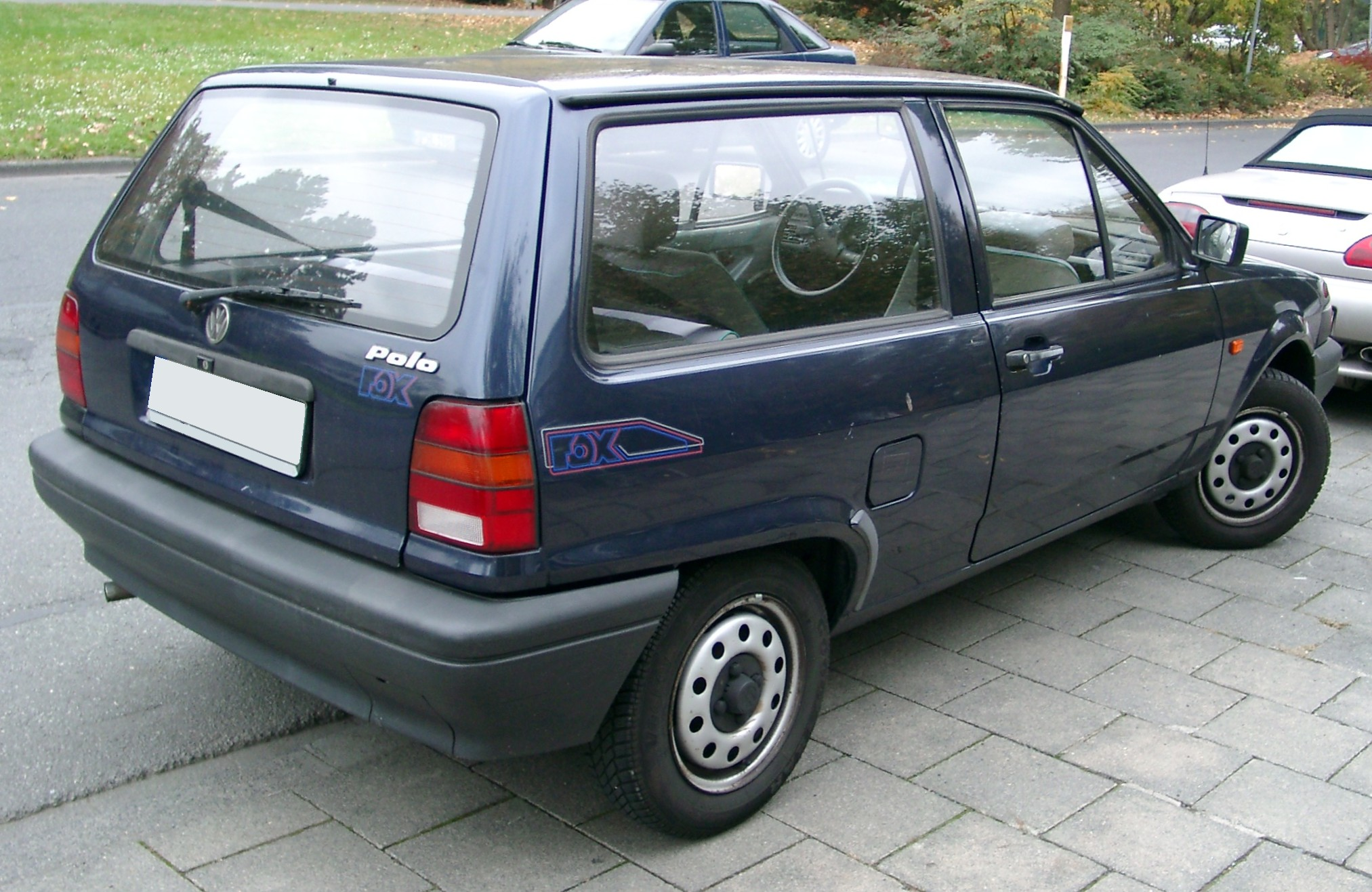
Volkswagen Polo II po liftingu - tył

Volkswagen Polo II został po raz pierwszy oficjalnie zaprezentowany w 1981 roku.
Samochód był tak naprawdę mocno zmodernizowanym modelem pierwszej generacji, który został wydłużony. Podstawową jednostką napędową pojazdu był benzynowy silnik o pojemności 1.0 l lub 1.3 l. W 1986 roku zaprezentowano usportowioną wersję G40, która wyposażona została w silnik o mocy 116 KM. W tym samym roku gamę uzupełniono o silnik wysokoprężny o pojemności 1.3 l. 21 maja 1990 roku rozpoczęto montaż samochodu w zakładach IFA (fabryka w Zwickau-Mosel produkująca Trabanty) w NRD. W sierpniu 1990 roku pojawił się silnik o pojemności 1.4 l. W październiku tego samego roku auto przeszło gruntowny face lifting. Jednak wersję 86C nadal dało się kupić do roku 1991. Przemodelowany został przód pojazdu, w którym zastosowano nowe reflektory, zderzak oraz atrapę chłodnicy. Przy okazji odświeżone zostało wnętrze pojazdu oraz paleta silników.
W plebiscycie na Europejski Samochód Roku 1982 model zajął 3. pozycję (za Renault 9 i Oplem Asconą C).

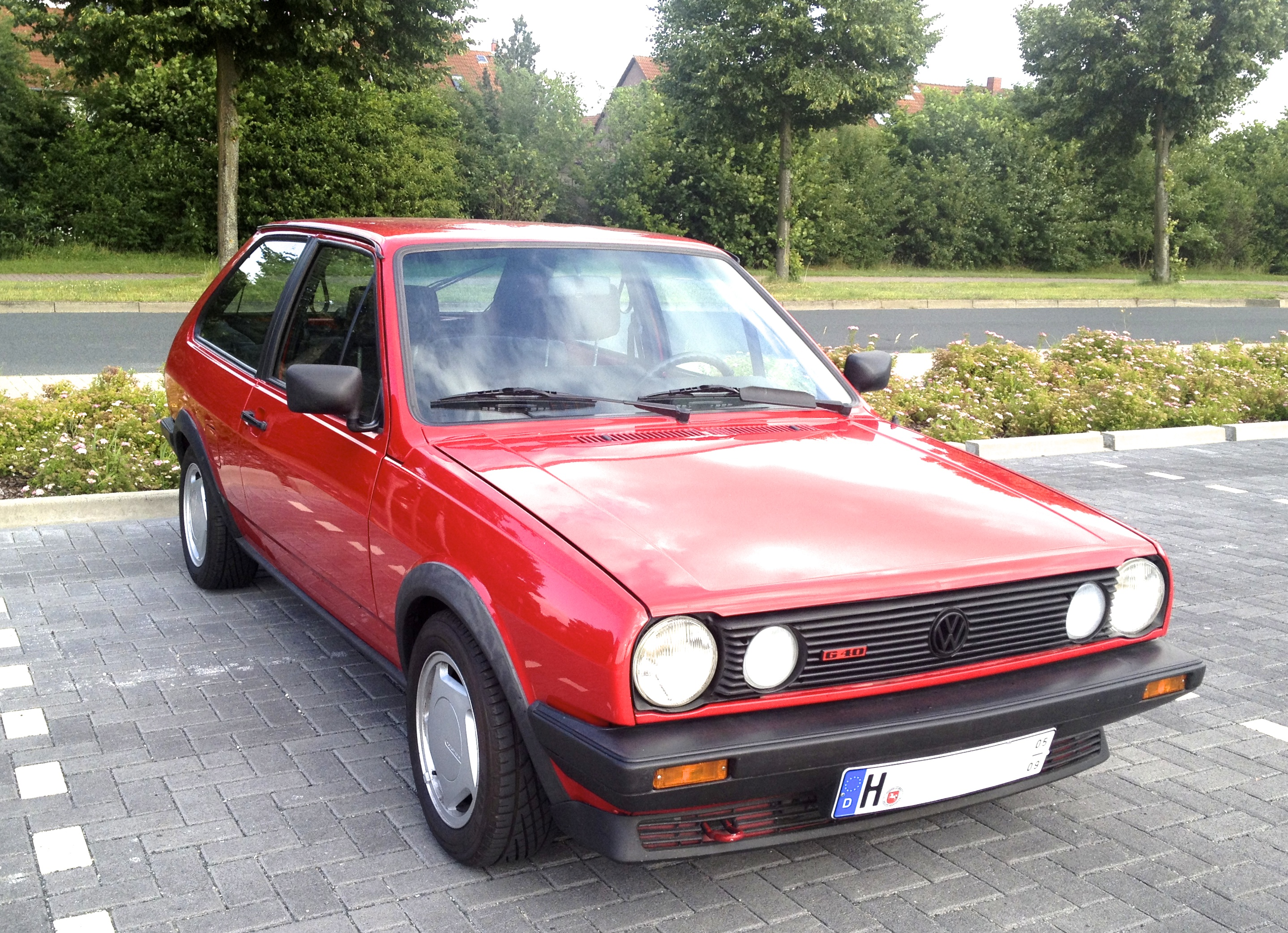
Volkswagen Polo II w topowej wersji - G40

### Wersje wyposażeniowe
- Azur
- Beach
- Boulevard
- CL
- CL Extra
- Fancy
- Fantasy
- Fox
- Genesis
- GT
- G40
- Jeton
- Mikado
- Movie
- Prego
- Pretty
- S
- Scot
- Style
- Laura Ashley

| Silnik                | Pojemność skokowa [cm³] | Typ silnika        | Wtrysk paliwa      | Moc maksymalna [KM] ([kW]) przy obr/min | Maks. moment obrotowy [Nm] przy obr/min | Przyspieszenie 0–100 km/h [s] | Prędkość maks. [km/h] | Średnie spalanie [l/100 km] | Oznaczenie silnika |
| Silniki benzynowe:    | Silniki benzynowe:      | Silniki benzynowe: | Silniki benzynowe: | Silniki benzynowe:                      | Silniki benzynowe:                      | Silniki benzynowe:            | Silniki benzynowe:    | Silniki benzynowe:          | Silniki benzynowe: |
| --------------------- | ----------------------- | ------------------ | ------------------ | --------------------------------------- | --------------------------------------- | ----------------------------- | --------------------- | --------------------------- | ------------------ |
| 1.0                   | 1043 cm³                | R4                 | jednopunktowy      | 45 (33)/5400                            | 76/2700                                 | 20 s                          | 145 km/h              | 6,5                         | HM,AAU             |
| 1.3                   | 1272 cm³                | R4                 | jednopunktowy      | 55 (41)/5400                            | 96/3300                                 | 15,5 s                        | 157 km/h              | 8                           | 2G,AAV             |
| 1.3 GT                | 1272 cm³                | R4                 | wielopunktowy      | 75(55)/5800.                            | 103/3400                                | 12,1 s                        | 172 km/h              | 9                           | 3F                 |
| 1.3 G40               | 1272 cm³                | R4                 | wielopunktowy      | 116 (85)/6000                           | 148/3600                                | 8,1 s                         | 195 km/h              | 9.5                         | PY                 |
| Silniki wysokoprężne: |                         |                    |                    |                                         |                                         |                               |                       |                             |                    |
| 1.3 D                 | 1272                    | R4                 | b.d.               | 45 (33)/4900                            | 75/2700                                 | 21,2 s                        | 140 km/h              | 5,6                         | 1W                 |

## Trzecia generacja

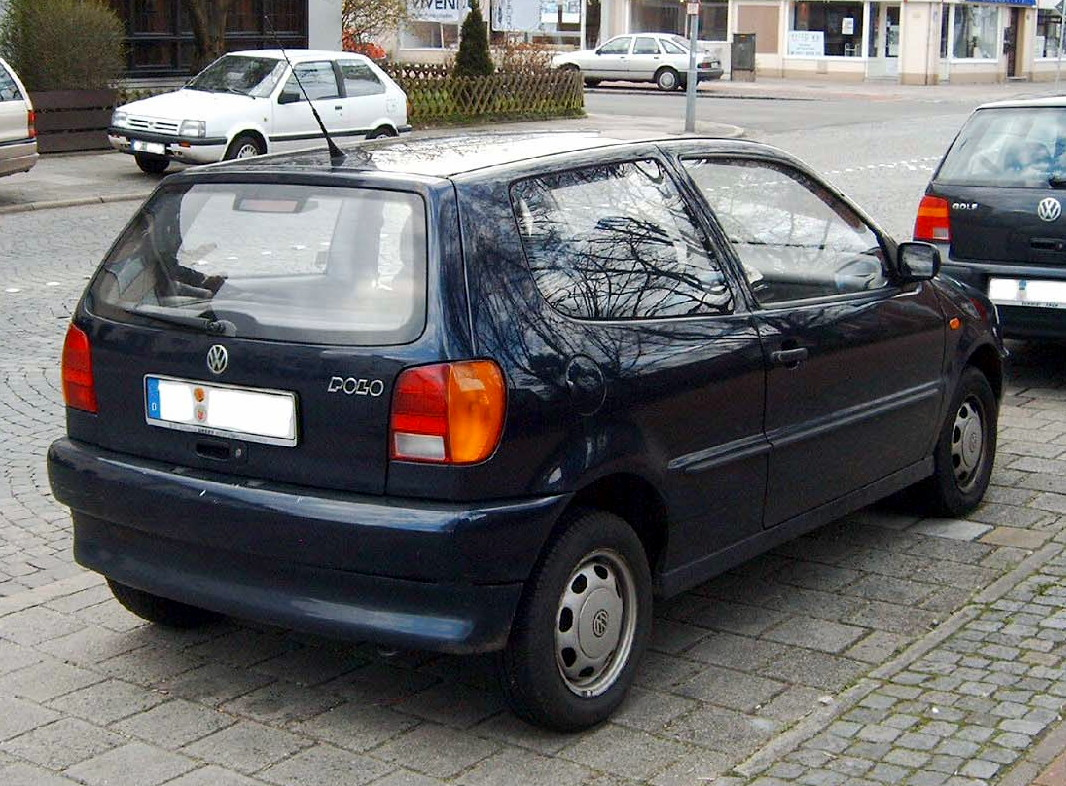
Volkswagen Polo III - tył przed liftingiem

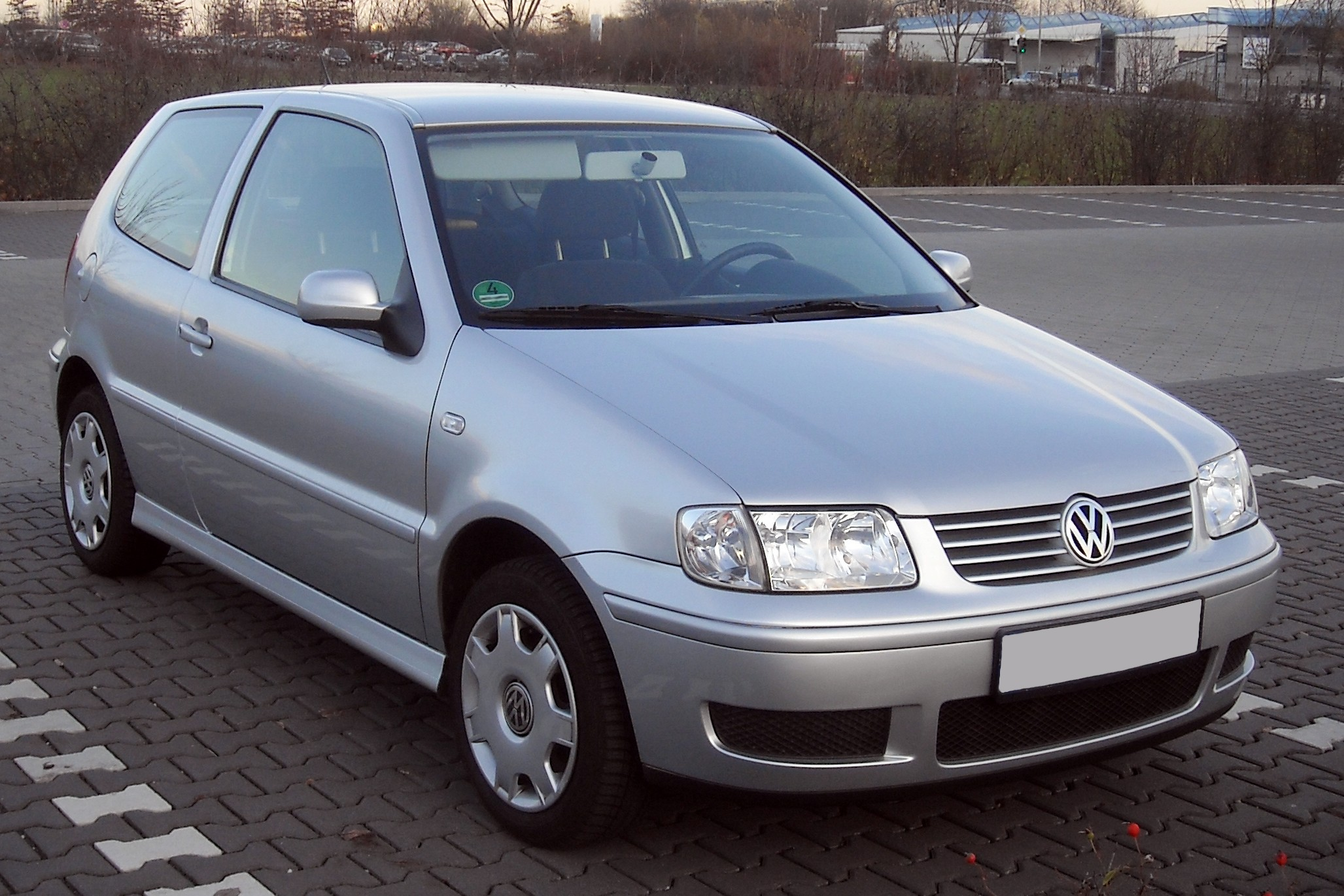
Volkswagen Polo III po liftingu

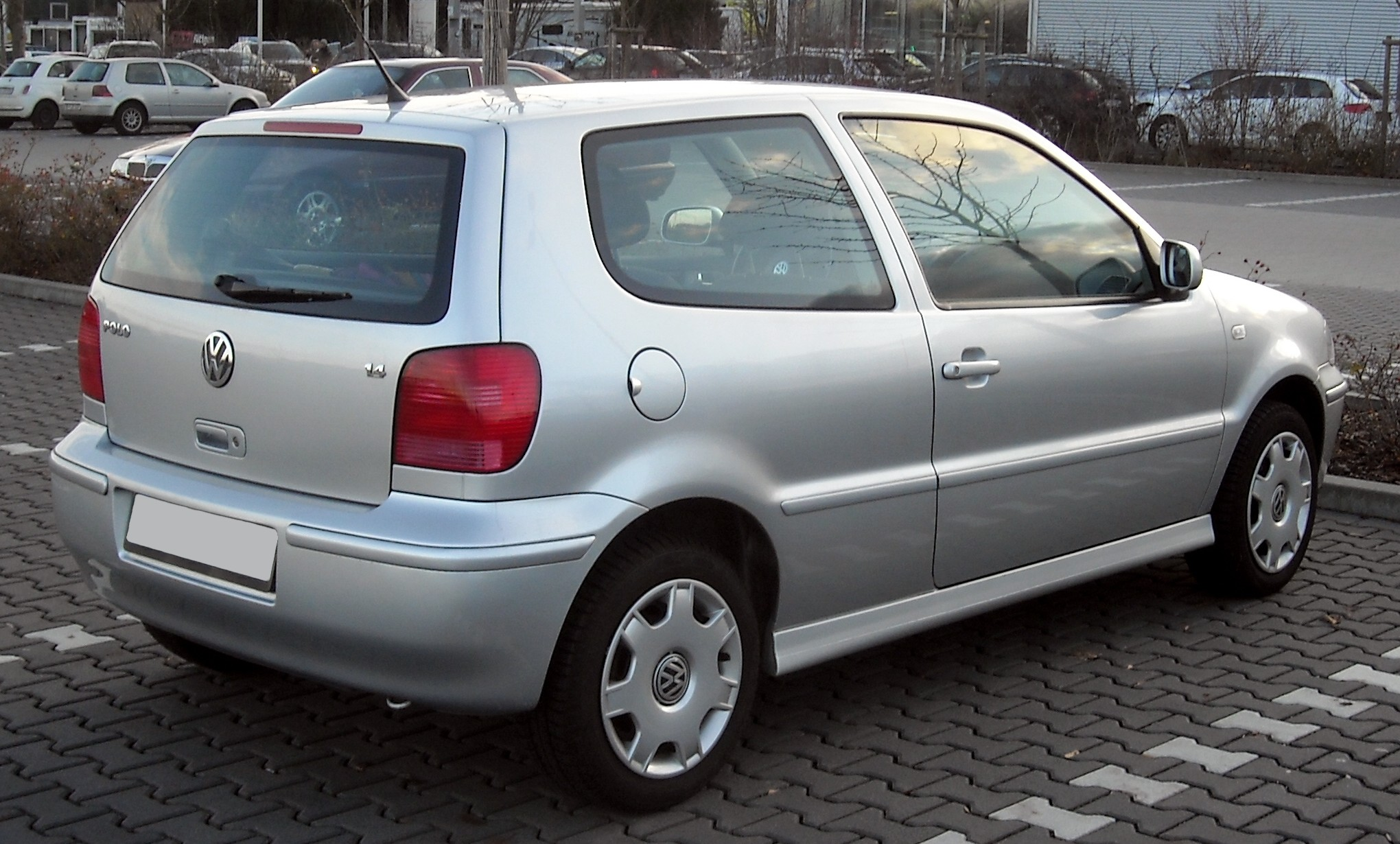
Volkswagen Polo III - tył po liftingu

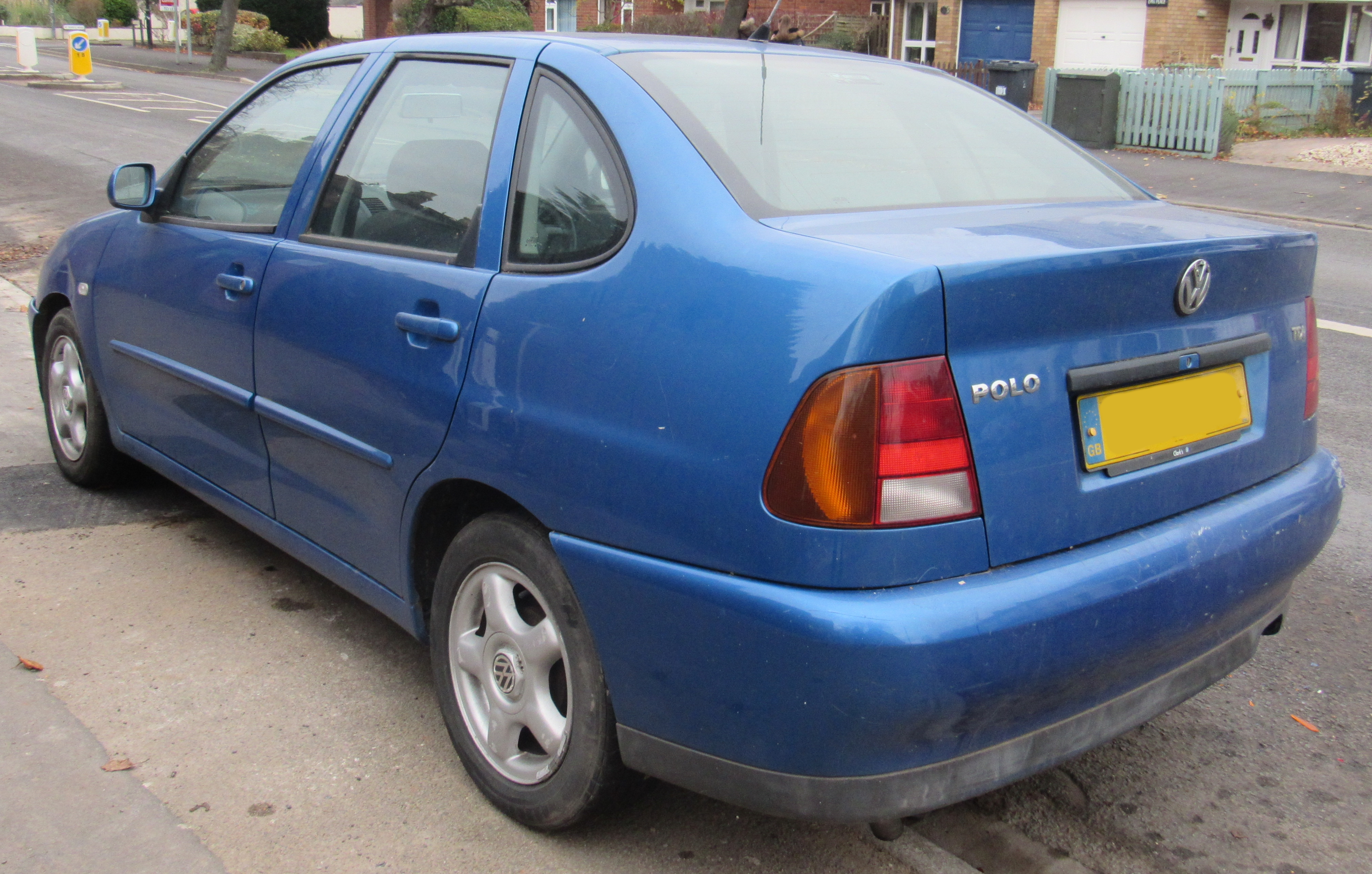
Volkswagen Polo III Classic

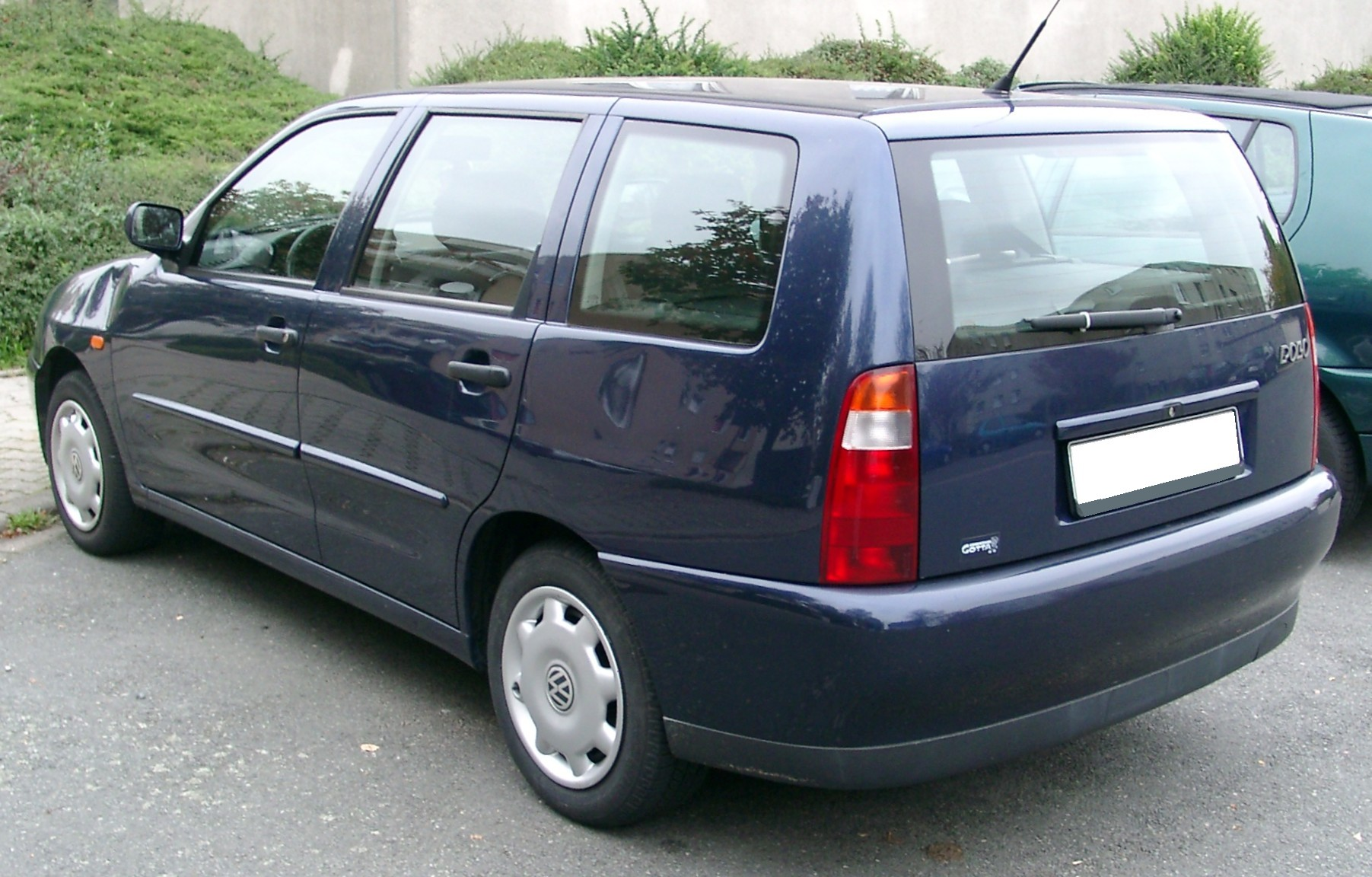
Volkswagen Polo III Variant

Volkswagen Polo III został po raz pierwszy oficjalnie zaprezentowany w 1994 roku.
Samochód został zbudowany na bazie płyty podłogowej wykorzystanej do budowy m.in. drugiej generacji Seata Ibizy. W 1995 roku do gamy jednostek napędowych pojazdu dodano silnik o pojemności 1.4 l i mocy 60 KM. W tym samym roku do standardowego wyposażenia pojazdu dodano 2 poduszki powietrzne kierowcy i pasażera. Pod koniec 1995 roku zaprezentowano wersję sedan pojazdu. W 1996 roku wprowadzono nowy silnik o pojemności 1 l i mocy 50 KM oraz seryjny system ABS, a w 1997 roku kombi oraz wysokoprężny silnik 1.7 SDI o mocy 54 KM. W lipcu tego samego roku auto przeszło delikatną modernizację. Przeprojektowana została deska rozdzielcza, zmienione zostały zegary oraz klosze kierunkowskazów z pomarańczowych na białe. W 1998 roku wprowadzono limitowaną serię 3 tysięcy egzemplarzy usportowionego modelu GTI wyposażonego w silnik o mocy 120 KM. Rok później zaprezentowano produkcyjną odmianę GTI wyposażoną w 1.6 l silnik o mocy 125 KM. Pod koniec 1999 roku wersja hatchback przeszła gruntowny face lifting. Zmienione zostały m.in. przednie reflektory, atrapa chłodnicy, tylne lampy oraz zderzaki. Przeprojektowana została także deska rozdzielcza pojazdu we wszystkich wersjach nadwoziowych.
W plebiscycie na Europejski Samochód Roku 1995 model zajął 2. pozycję (za Fiatem Punto).
Od grudnia 1996 do 1999 roku montaż pojazdu odbywał się także m.in. w polskiej fabryce Volkswagen Poznań.

### Wersje wyposażeniowe
- CL
- Vienna Beige
- Highline
- Basis
- Trendline
- Comfortline
- GTI
- Harlequin - wersja limitowana
- Open Air - wersja limitowana

W zależności od wersji wyposażeniowej pojazdu, auto wyposażone mogło być m.in. w 2 poduszki powietrzne, system ABS, wspomaganie kierownicy, elektryczne sterowanie szyb, elektryczne sterowanie lusterek, klimatyzację, zamek centralny, a także szyberdach i radio. Wersje po liftingu mogły być wyposażone także m.in. w kolorową nawigację satelitarną oraz klimatyzację automatyczną.

### Silniki
| Silnik                | Pojemność skokowa [cm³] | Typ silnika        | Układ zasilania                             | Średnica x skok cylindra [mm] | Stopień sprężania  | Moc maksymalna [KM] ([kW]) przy obr/min | Maks. moment obrotowy [Nm] przy obr/min | Przyspieszenie 0–100 km/h [s] | Prędkość maks. [km/h] | Średnie spalanie [l/100 km] |
| Silniki benzynowe:    | Silniki benzynowe:      | Silniki benzynowe: | Silniki benzynowe:                          | Silniki benzynowe:            | Silniki benzynowe: | Silniki benzynowe:                      | Silniki benzynowe:                      | Silniki benzynowe:            | Silniki benzynowe:    | Silniki benzynowe:          |
| --------------------- | ----------------------- | ------------------ | ------------------------------------------- | ----------------------------- | ------------------ | --------------------------------------- | --------------------------------------- | ----------------------------- | --------------------- | --------------------------- |
| 1.0 SPI               | 1043                    | R4                 | wtrysk jednopunktowy Motronic               | 75 x 59                       | 10:1               | 45 (33)/5200                            | 76/2800                                 | 18                            | 145                   | b.d.                        |
| 1.0 MPI               | 999                     | R4                 | Wtrysk wielopunktowy Bo-Mot MP 9.0 Lift 9.5 | 67,1x70,6                     | 10,5:1             | 50 (37)/5000                            | 86/3000                                 | 17,5                          | 151                   | 7,0                         |
| 1.3 SPI               | 1296                    | R4                 | wtrysk jednopunktowy Motronic               | 76,5x70,5                     | 10:1               | 55 (40)/5200                            | 100/2800                                | 15,5                          | 156                   | b.d.                        |
| 1.4 MPI               | 1390                    | R4                 | Wtrysk wielopunktowy Bo-Mot MP 9.0          | 76,5 x 75,6                   | 10:1               | 60 (44)/4700                            | 116/2800                                | 14,9                          | 160                   | 7,5                         |
| 1.4 16V MPI           | 1390                    | R4                 | Wtrysk wielopunktowy Bo-Mot MP 9.0 Lift 9.5 | 76,5 x 75,6                   | 10,1               | 75 (55)/5000                            | 126/2800                                | 12,3                          | 190                   | b.d.                        |
| 1.4 16V MPI GT        | 1390                    | R4                 | Wtrysk wielopunktowy Bo-Mot MP 9.0 Lift 9.5 | 76,5 x 75,6                   | 10:1               | 101 (74)/6000                           | 128/4400                                | 10,5                          | 190                   | 7,8                         |
| 1.6 MPI GT            | 1595                    | R4                 | Wtrysk wielopunktowy Bo-Mot MP 9.0          | 76,5 x 86,9                   | 10:1               | 101 (74)/5800                           | 140/3500                                | 10,9                          | 188                   | 8,5                         |
| 1.6 8V MPI            | 1595                    | R4                 | Wtrysk wielopunktowy Bo-Mot MP 9.0          | 76,5 x 86,9                   | 10:1               | 75 (55)/5200                            | 135/2800                                | 12,2                          | 172                   | b.d.                        |
| 1.6 16V GTI           | 1598                    | R4                 | Wtrysk wielopunktowy Bo-Mot MP 9.5          | 76,5 x 86,9                   | 11,5:1             | 120 (88)/6500                           | 150/3000                                | 9                             | 210                   | b.d.                        |
| 1.6 16V GTI           | 1598                    | R4                 | Wtrysk wielopunktowy Bo-Mot MP 9.5          | 76,5 x 86,9                   | 11,5:1             | 125 (92)/6500                           | 152/3000                                | 8,7                           | 215                   | b.d.                        |
| Silniki wysokoprężne: |                         |                    |                                             |                               |                    |                                         |                                         |                               |                       |                             |
| 1.4 TDI               | 1422                    | R3                 | Pompowtryski                                | 79,5 × 95,5                   | 19.5: 1            | 75 (55)/4000                            | 195/2200                                | 12,9                          | 170                   | 4,4                         |
| 1.7 SDI               | 1716                    | R4                 | Pompa wtryskowa Bosch VP37                  | 79,5 × 86,4                   | 20,0 : 1           | 60 (44)/4200                            | 115/2200                                | 17,4                          | 157                   | 4,7                         |
| 1.9 SDI               | 1896                    | R4                 | Pompa wtryskowa Lucas                       | 79,5 × 95,5                   | 22.5: 1            | 64 (47)/4150                            | 125/2200                                | 15,8                          | 160                   | 5,6                         |

## Czwarta generacja

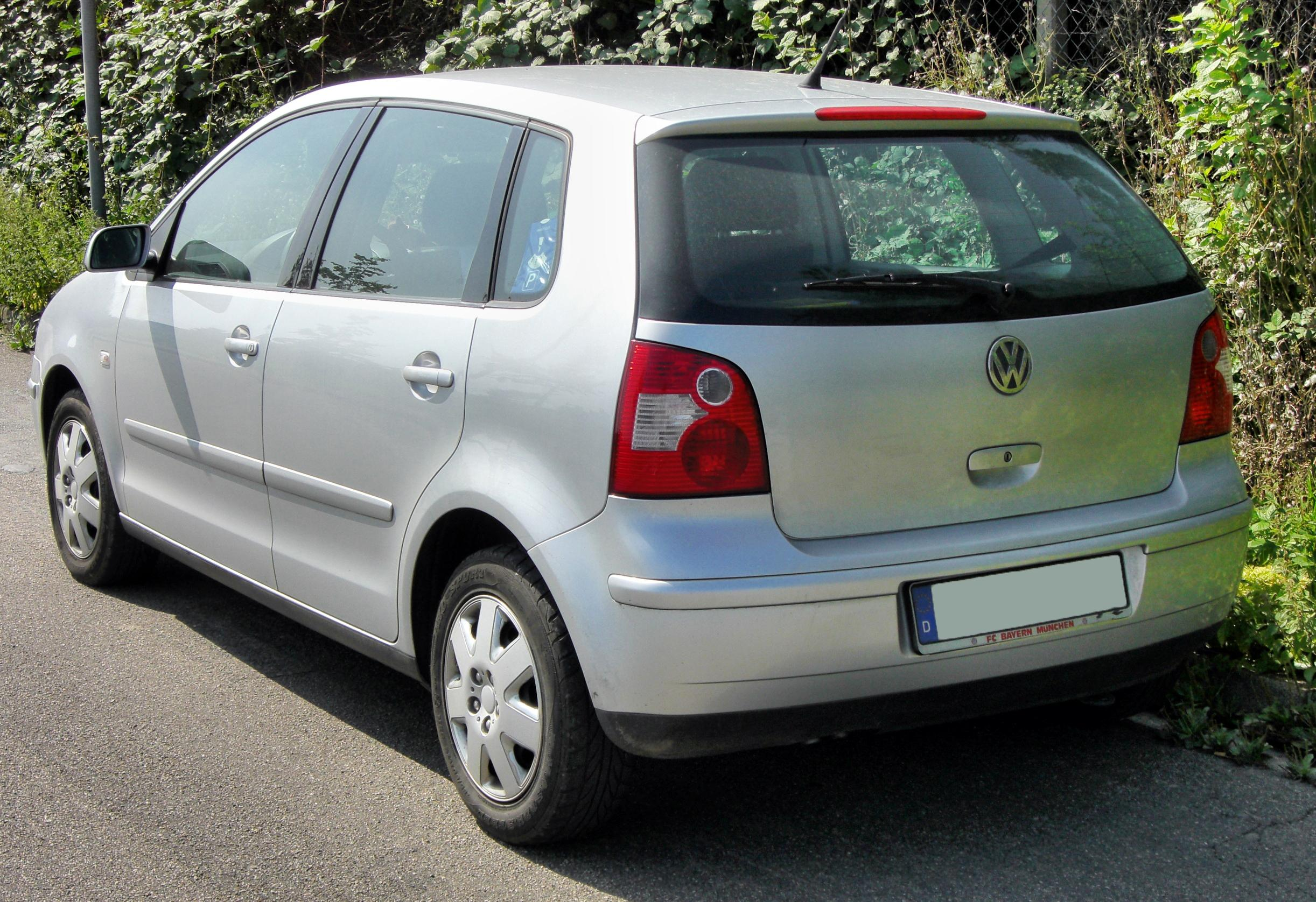
Volkswagen Polo IV - tył

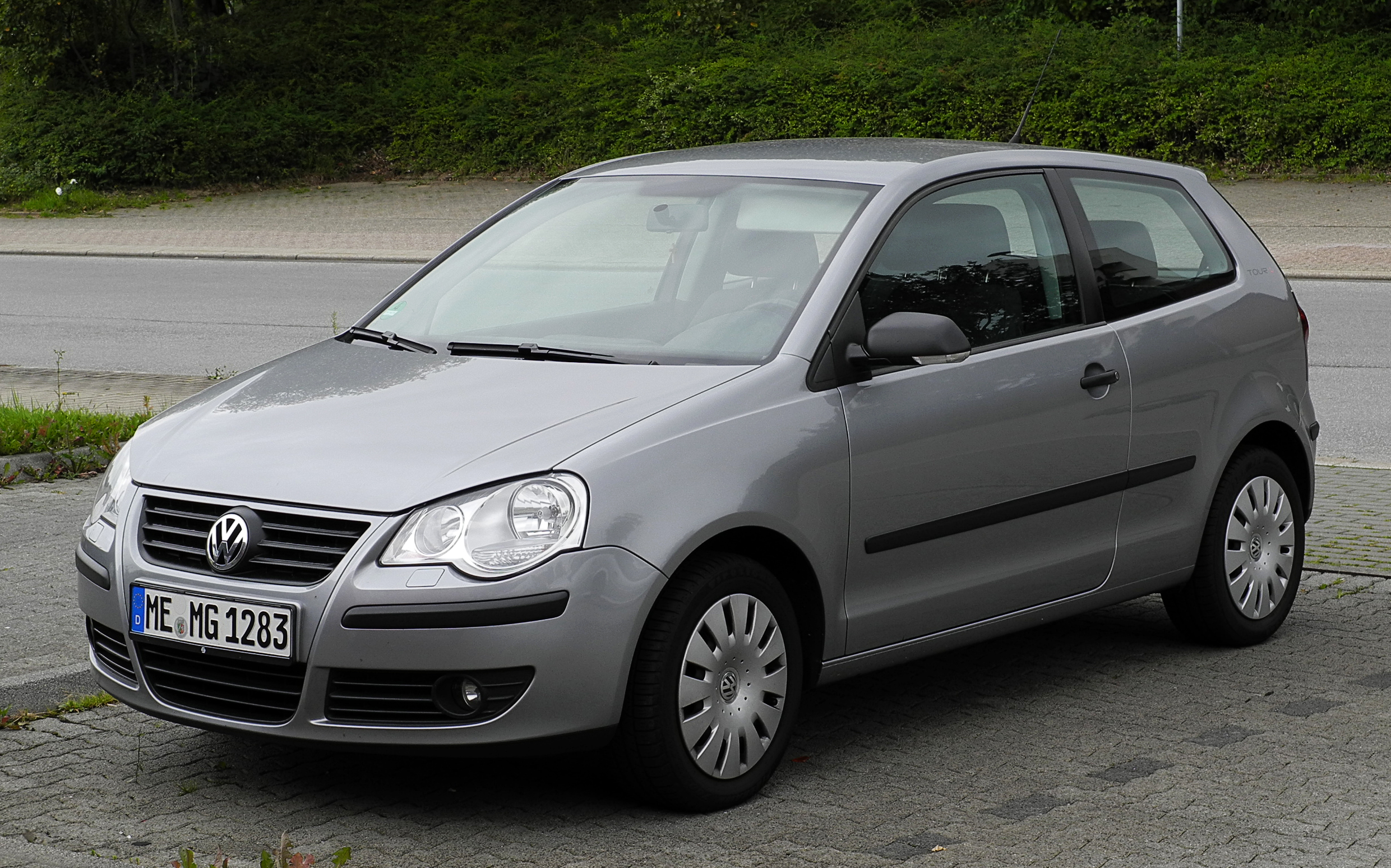
Volkswagen Polo IV po liftingu

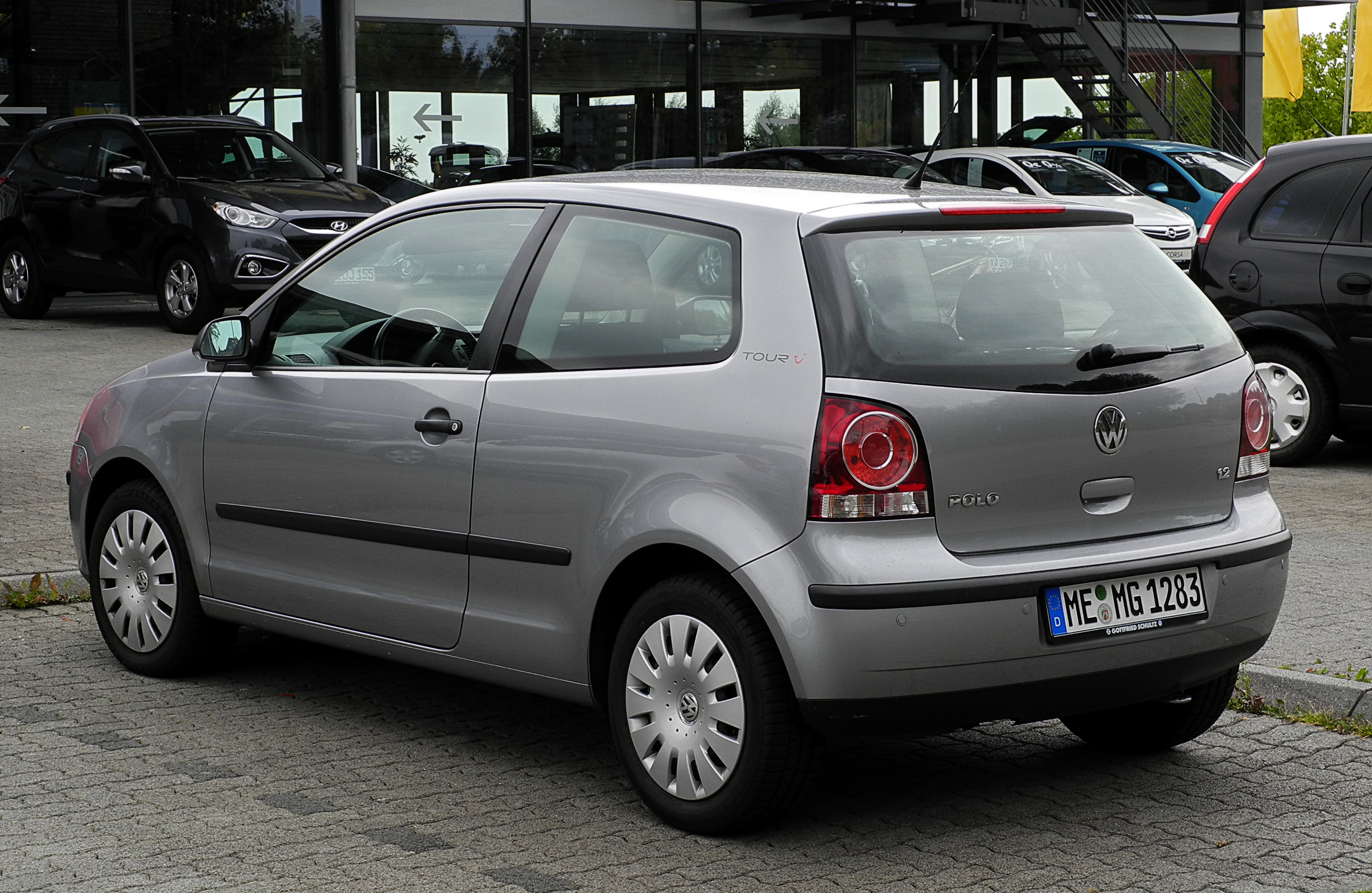
Volkswagen Polo IV po liftingu - tył

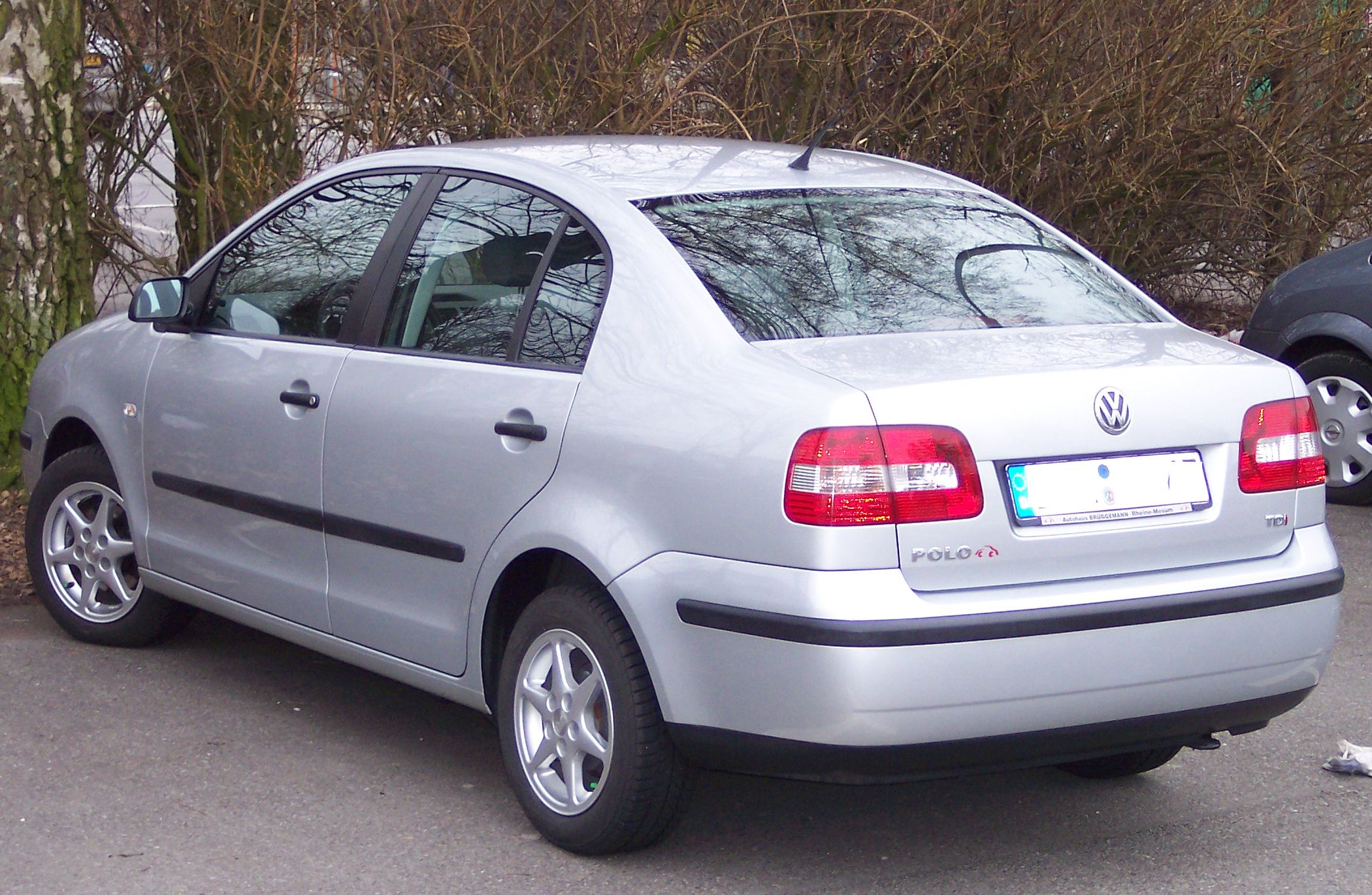
Volkswagen Polo IV Sedan

Volkswagen Polo IV został po raz pierwszy oficjalnie zaprezentowany w 2001 roku.
Samochód został zbudowany na bazie płyty podłogowej dzielonej m.in. z Audi A2, Seatem Ibizą oraz Škodą Fabią. W 2003 roku gamę nadwoziową uzupełniono o odmianę sedan oferowaną jako Polo Classic. W 2003 roku została wprowadzona rekreacyjna wersja Fun, a rok później sportowa GT.
W 2005 roku z okazji 30. rocznicy prezentacji modelu, auto przeszło gruntowną modernizację. Zmienione zostały m.in. przednie reflektory, atrapa chłodnicy, zderzaki oraz klapa bagażnika. Zwiększona została także długość, szerokość i wysokość pojazdu oraz wzbogacono listę wyposażenia. W tym samym roku zmieniona została gama jednostek napędowych.
Pod koniec 2005 roku zaprezentowano uterenowioną wersję Cross Polo. Pojazd wyróżniają m.in. plastikowe nakładki na nadkola, podwyższone zawieszenie oraz 17-calowe alufelgi.
W 2010 roku wznowiono produkcję pojazdu w Republice Południowej Afryki, która otrzymała nazwę Polo Vivo i trwała do początku 2018 roku.

### Wersje wyposażeniowe
- Black Edition
- Club
- Comfortline
- Cricket
- Cross Polo
- Dune
- Fun
- Goal
- GT
- GT-Rocket
- GTI
- GTI Black Edition
- GTI Cup Edition
- Match
- Pacific
- SE
- Silver Edition
- Sportline
- Tour
- Trend
- Trendline
- United
- Werder Bremen Edition

W zależności od wybranej wersji wyposażeniowej pojazdu, auto wyposażone mogło być m.in. w system ABS i ESP, 4 poduszki powietrzne, elektryczne sterowanie szyb, elektryczne sterowanie lusterek, zamek centralny oraz klimatyzację manualną bądź automatyczną, a także radio CD/MP3 i wielofunkcyjną kierownicę oraz skórzaną tapicerkę.

### Silniki
| Silnik                   | Pojemność skokowa [cm³] | Typ silnika        | Moc maksymalna [KM] ([kW]) przy obr/min | Maks. moment obrotowy [Nm] przy obr/min | Przyspieszenie 0–100 km/h [s] | Prędkość maks. [km/h] | Lata produkcji     |                    |                    |
| Silniki benzynowe:       | Silniki benzynowe:      | Silniki benzynowe: | Silniki benzynowe:                      | Silniki benzynowe:                      | Silniki benzynowe:            | Silniki benzynowe:    | Silniki benzynowe: | Silniki benzynowe: | Silniki benzynowe: |
| ------------------------ | ----------------------- | ------------------ | --------------------------------------- | --------------------------------------- | ----------------------------- | --------------------- | ------------------ | ------------------ | ------------------ |
| 1.2                      | 1198                    | R3                 | 54 (40)/4750                            | 108/3000                                | 17,5                          | 152                   | 2001 - 2007        |                    |                    |
| 1.2                      | 1198                    | R3                 | 60 (44)/5200                            | 108/3000                                | 16,5                          | 157                   | 2007 - 2009        |                    |                    |
| 1.2 12V                  | 1198                    | R3                 | 64 (47)/5400                            | 112/3000                                | 14,9                          | 162                   | 2001 - 2007        |                    |                    |
| 1.2 12V                  | 1198                    | R3                 | 70 (51)/5400                            | 112/3000                                | 14,5                          | 167                   | 2007 - 2009        |                    |                    |
| 1.4 16V                  | 1390                    | R4                 | 75 (55)/5000                            | 126/3800                                | 12,9                          | 172                   | 2001 - 2007        |                    |                    |
| 1.4 16V                  | 1390                    | R4                 | 80 (59)/5000                            | 132/3800                                | 12,2                          | 175                   | 2007 - 2009        |                    |                    |
| 1.4 16V FSI              | 1390                    | R4                 | 86 (63)/5000                            | 130/3750                                | 12,1                          | 178                   | 2002 - 2006        |                    |                    |
| 1.4 16V                  | 1390                    | R4                 | 101 (74)/6000                           | 126/4400                                | b.d.                          | 188                   | 2002 - 2006        |                    |                    |
| 1.6 16V                  | 1598                    | R4                 | 105 (77)/5600                           | 153/3800                                | 10,4                          | 192                   | 2006 - 2009        |                    |                    |
| 1.8T 20V GTI             | 1781                    | R4                 | 150 (110)/5800                          | 220/1900-4500                           | 8,2                           | 216                   | 2006 - 2009        |                    |                    |
| 1.8T 20V GTI Cup Edition | 1781                    | R4                 | 180 (130)/5800                          | 235/2000-5000                           | 7,5                           | 225                   | 2006 - 2009        |                    |                    |
| Silniki wysokoprężne:    |                         |                    |                                         |                                         |                               |                       |                    |                    |                    |
| 1.4 TDI                  | 1422                    | R4                 | 70 (51)/4000                            | 155/1600-2800                           | 13,6                          | 164                   | 2005 - 2009        |                    |                    |
| 1.4 TDI                  | 1422                    | R3                 | 80 (59)/4000                            | 195/2200                                | b.d.                          | 174                   | 2005 - 2009        |                    |                    |
| 1.9 SDI                  | 1896                    | R4                 | 64 (47)/4000                            | 125/1600-2800                           | 17                            | 160                   | 2001 - 2005        |                    |                    |
| 1.9 TDI                  | 1896                    | R4                 | 101 (74)/4000                           | 240/1800-2400                           | 10,7                          | 188                   | 2001 - 2009        |                    |                    |
| 1.9 TDI                  | 1900                    | R4                 | 130 (96)/4000                           | 310/1900                                | 9,3                           | 206                   | 2003 - 2010        |                    |                    |

## Piąta generacja

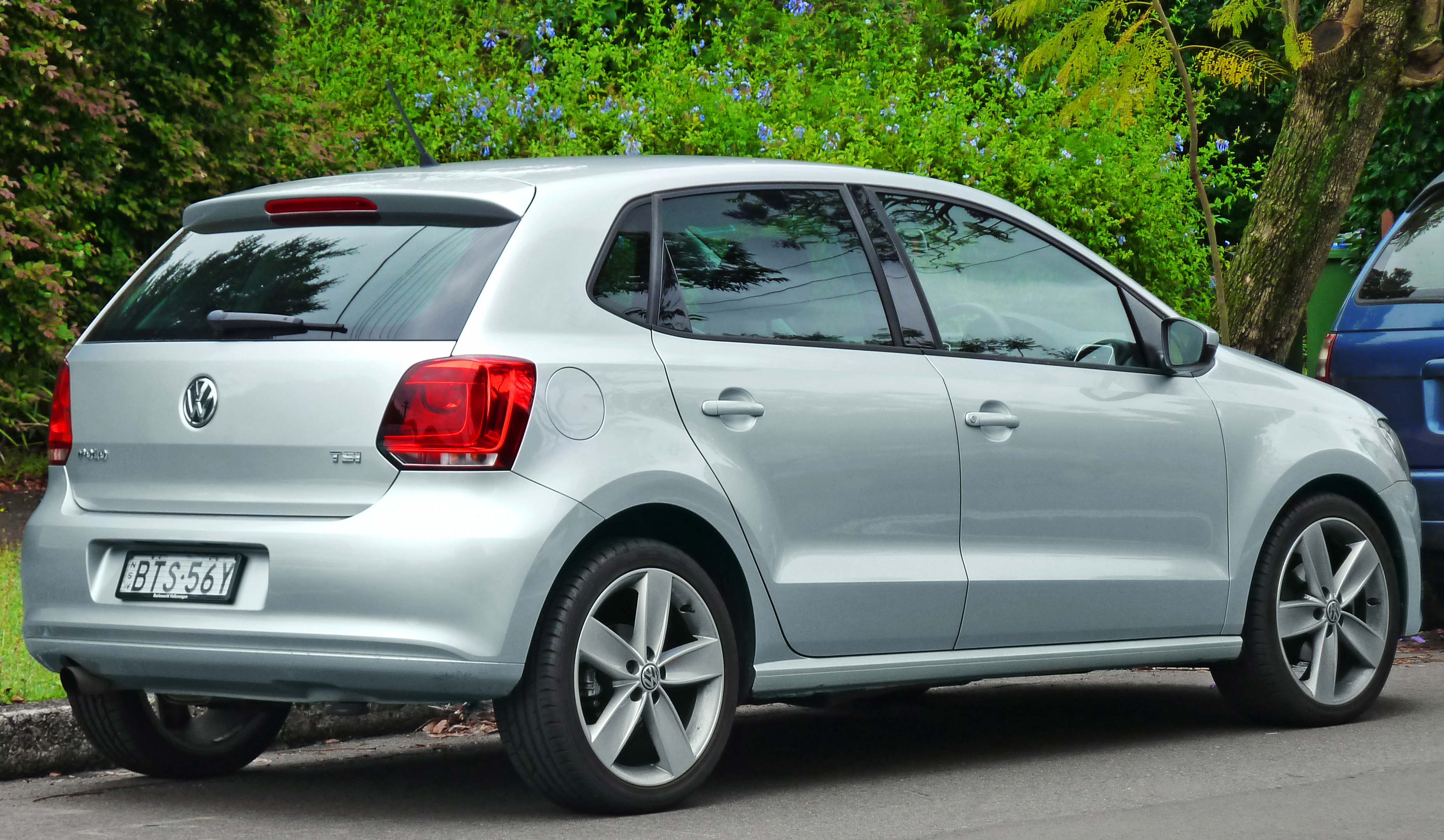
Volkswagen Polo V przed liftingiem - tył

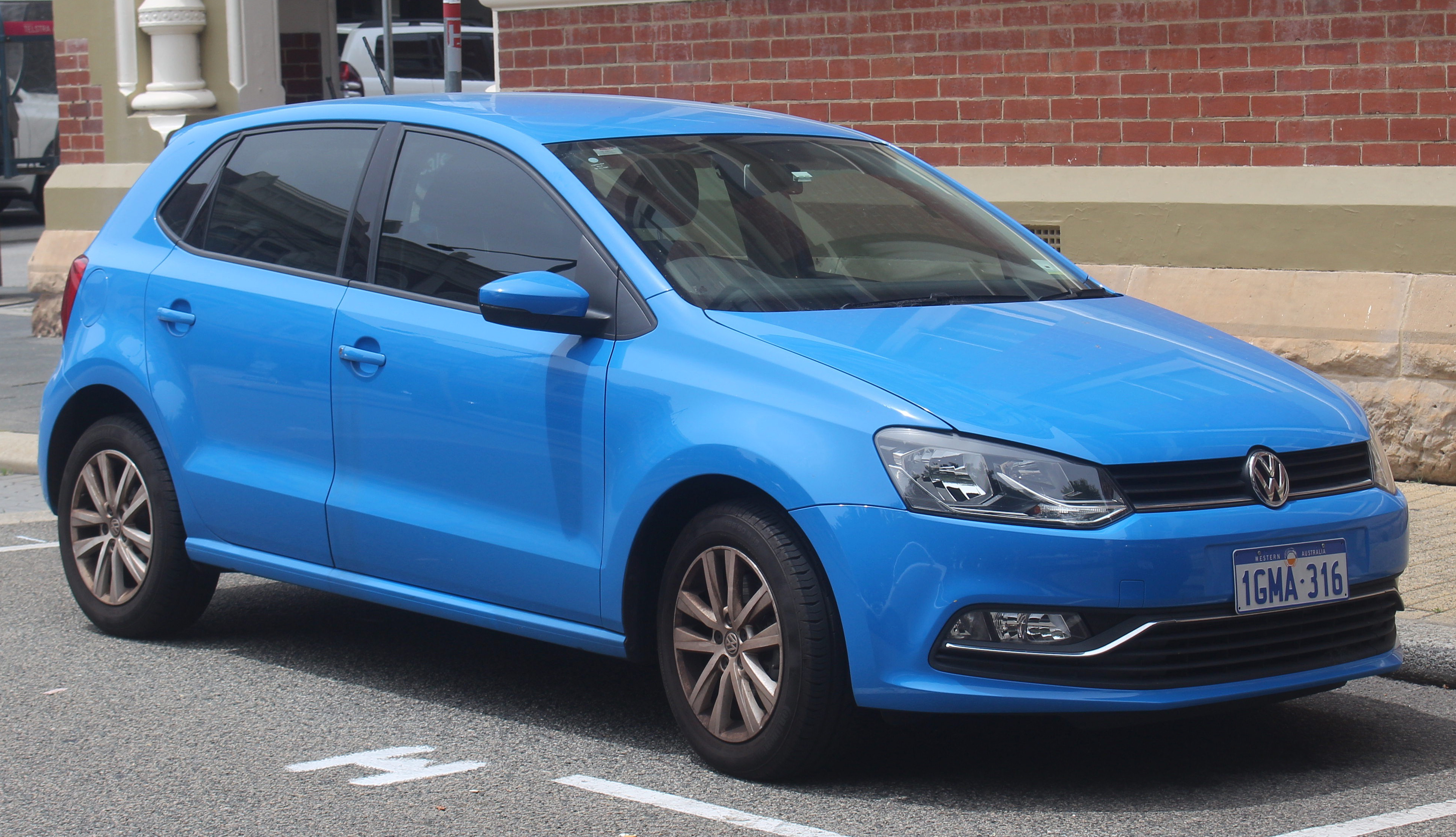
Volkswagen Polo V po liftingu

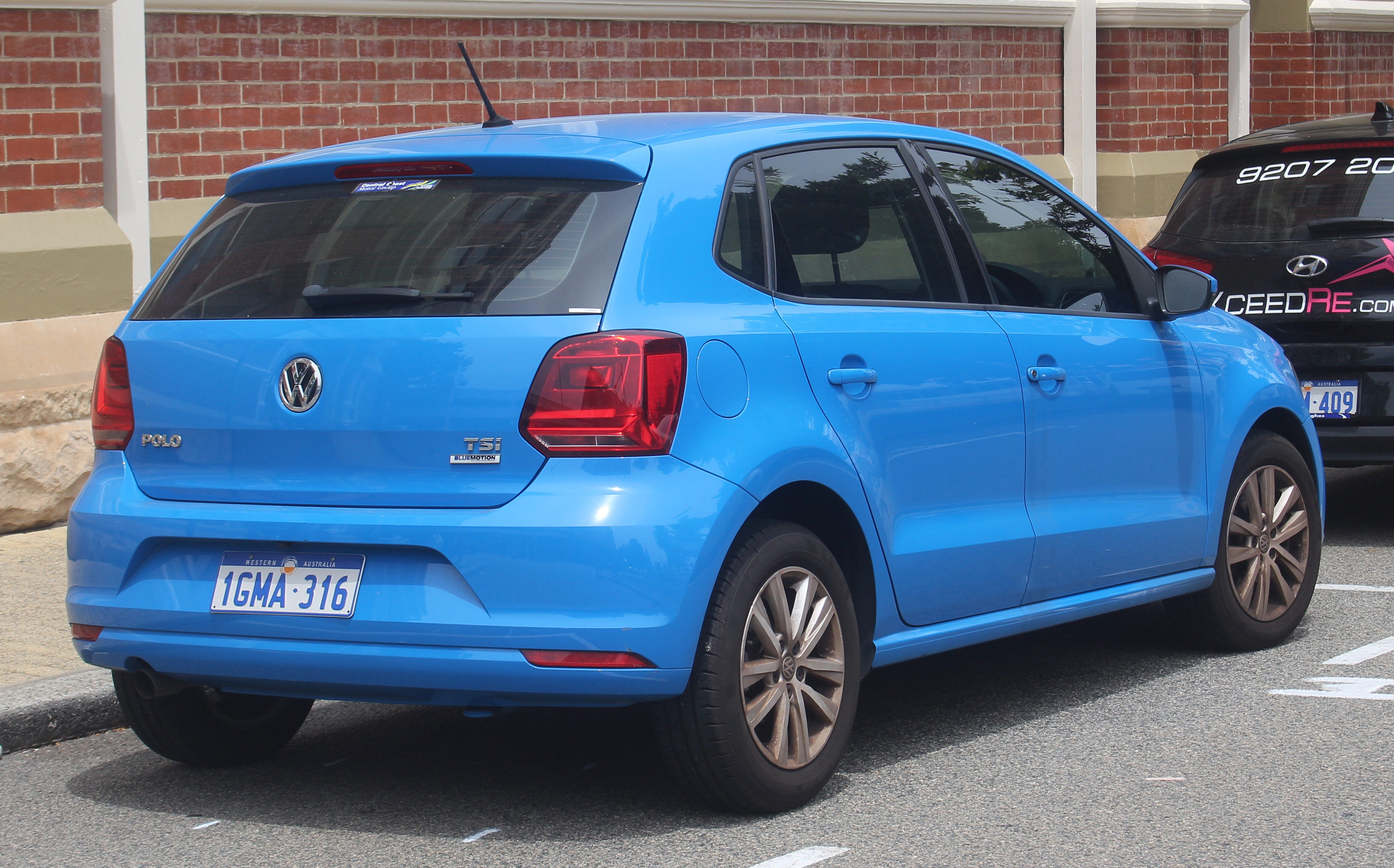
Volkswagen Polo V po liftingu - tył

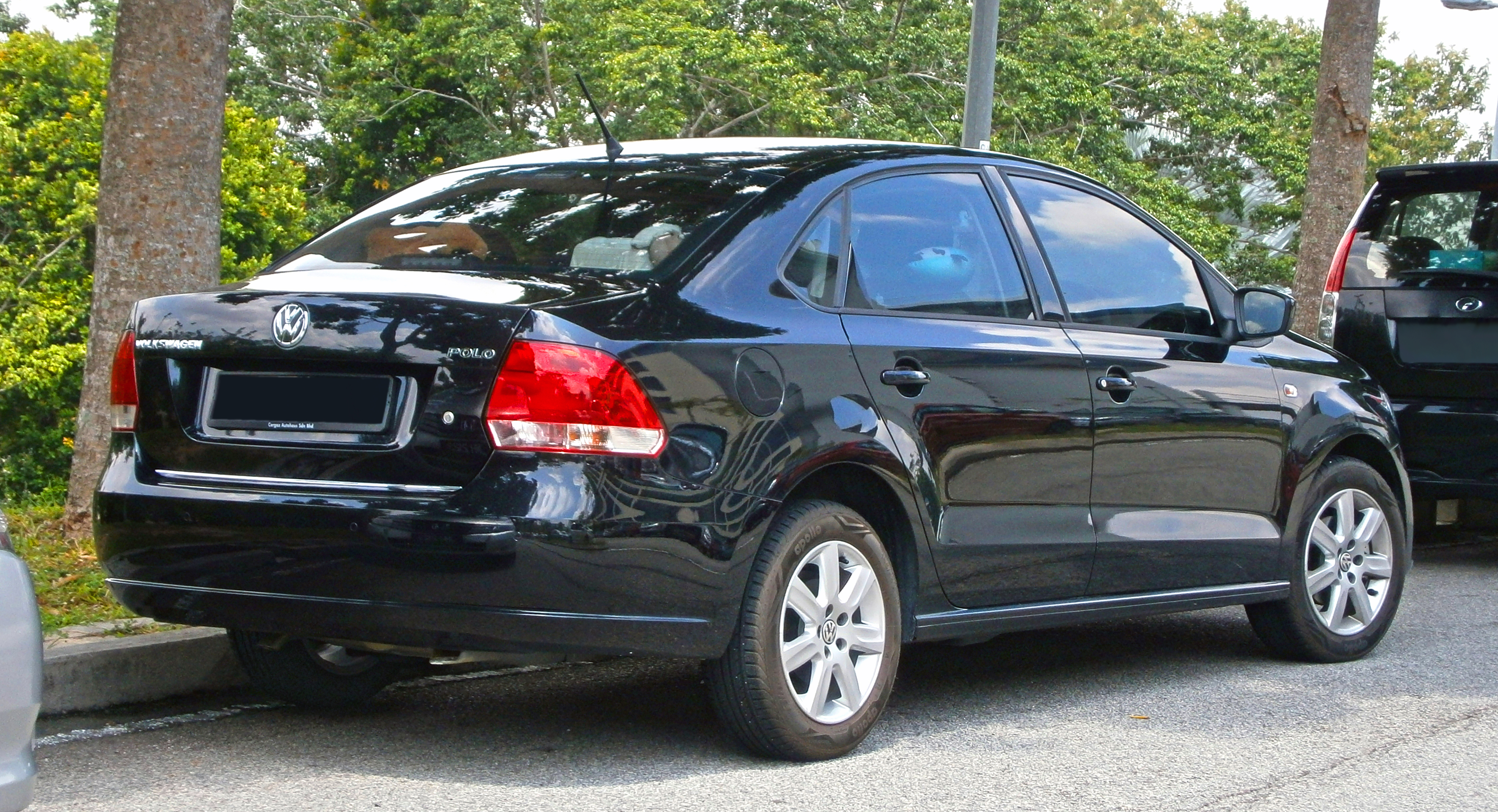
Volkswagen Polo V Sedan

Volkswagen Polo V został po raz pierwszy oficjalnie zaprezentowany podczas targów motoryzacyjnych w Genewie w 2009 roku.
Samochód został zbudowany na płycie podłogowej VW PQ25, która wykorzystana została do budowy m.in. Audi A1, Seata Ibizy oraz Toledo, a także Škody Fabii oraz Rapid. Pojazd zaprojektował Walter de Silva.
W plebiscycie na Europejski Samochód Roku 2010 pojazd zajął 1. pozycję, wyprzedzając m.in. Toyotę iQ oraz Opla Astrę J. W tym samym roku auto zajęło także 1. pozycję w plebiscycie World Car of the Year, wyprzedzając m.in. Mercedesa klasy E oraz Audi A5.
W czerwcu 2010 roku podczas targów motoryzacyjnych w Moskwie zaprezentowano wersję sedan pojazdu oferowaną pod nazwą Polo Sedan na wybranych rynkach motoryzacyjnych. Pojazd nie jest oferowany na rynku europejskim. Wersja ta była produkowana w rosyjskiej fabryce ulokowanej w mieście Kaługa, a także w indyjskiej fabryce w Chakan. Auto oferowane jest wyłącznie z dwoma jednostkami napędowymi o pojemności 1.6 l. Zarówno jednostka benzynowa jak i wysokoprężna otrzymała moc 105 KM.
W 2014 roku auto przeszło face lifting. Zastosowana została nowa atrapa chłodnicy, przedni i tylny zderzak oraz tylne lampy. Po raz pierwszy w segmencie aut miejskich zastosowane zostały opcjonalne w pełni wykonane z diod LED reflektory. We wnętrzu pojazdu zmienione zostało koło kierownicy, zestaw zegarów oraz konsola centralna. Do listy wyposażenia standardowego pojazdu dodano system Automatic Post-Collision Braking, który ogranicza skutki kolizji, a także utrzymuje większą kontrolę podczas nagłego hamowania. Natomiast do listy wyposażenia opcjonalnego dodano m.in. aktywny tempomat, system automatycznego hamowania przy niskich prędkościach oraz elektromechaniczne wspomaganie kierownicy. Przy okazji liftingu zmieniona została paleta jednostek napędowych.
W 2015 roku liftingowi poddana została wersja sedan pojazdu. Zastosowane zostały m.in. nowe przednie i tylne reflektory wyposażone w diody LED, nowe zderzaki oraz atrapa chłodnicy. Przód pojazdu upodobnił się do Passata B7 przed modernizacją. We wnętrzu pojazdu zastosowana została nowa kierownica, a także konsola środkowa. Do palety jednostek napędowych wersji sedan dodano m.in. benzynowy silnik 1.2 TSI o mocy 110 KM, a także zupełnie nowy silnik wysokoprężny 1.6 TDI o mocy 105 KM.
W 2016 roku sprzedano w Polsce 3300 egzemplarzy Volkswagena Polo, dzięki czemu zajął 32 lokatę wśród najchętniej wybieranych samochodach w kraju.

### Wersje wyposażeniowe
- BlackGT
- Comfortline
- Cross Polo
- Cross Polo Urban White
- Fresh
- GTI
- Highline
- Highline R-Line
- Life
- Lounge
- Original - wersja limitowana oferowana wyłącznie w Niemczech, powstała w liczbie 1 tysiąca egzemplarzy z okazji 40-lecia produkcji modelu[27]
- R WRC
- Start
- Style
- Team
- Trendline
- Match

Standardowo pojazd wyposażony został m.in. w system ABS i ESP, ASR, EDS i MSR komplet poduszek powietrznych, a także podgrzewanie i elektryczne sterowanie lusterek.
Opcjonalnie auto doposażyć można m.in. elektryczne sterowanie szyb, klimatyzację manualną lub automatyczną, wielofunkcyjną kierownicę, radio CD/MP3 z Bluetooth i USB, światła przeciwmgłowe wyposażone w system doświetlania zakrętów, podwójne poduszki kurtynowe, system nawigacji satelitarnej, panoramiczny dach oraz reflektory biksenonowe, a także aktywny tempomat, przednie reflektory (w pełni wykonane z diod LED) i elektromechaniczne wspomaganie układu kierowniczego.

### Silniki
| Silnik                | Pojemność skokowa [cm³] | Typ silnika        | Moc maksymalna [KM] ([kW]) przy obr/min | Maks. moment obrotowy [Nm] przy obr/min | Przyspieszenie 0–100 km/h [s] | Prędkość maks. [km/h] |                    |                    |                    |
| Silniki benzynowe:    | Silniki benzynowe:      | Silniki benzynowe: | Silniki benzynowe:                      | Silniki benzynowe:                      | Silniki benzynowe:            | Silniki benzynowe:    | Silniki benzynowe: | Silniki benzynowe: | Silniki benzynowe: |
| --------------------- | ----------------------- | ------------------ | --------------------------------------- | --------------------------------------- | ----------------------------- | --------------------- | ------------------ | ------------------ | ------------------ |
| 1.0                   | 999                     | R3                 | 60 (44)/5000                            | 95/3000                                 | 15,5                          | 161                   |                    |                    |                    |
| 1.0                   | 999                     | R3                 | 75 (54)/6200                            | 95/3000                                 | 14,3                          | 174                   |                    |                    |                    |
| 1.2                   | 1198                    | R3                 | 60 (44)/5200                            | 108/3000                                | 16,1                          | 157                   |                    |                    |                    |
| 1.2                   | 1198                    | R3                 | 70 (51)/5400                            | 112/3000                                | 14,1                          | 165                   |                    |                    |                    |
| 1.2 TSI               | 1197                    | R4                 | 90 (66)/4500                            | 160/1500-3500                           | 10,9                          | 182                   |                    |                    |                    |
| 1.2 TSI               | 1197                    | R4                 | 105 (77)/5000                           | 175/1550-4100                           | 9,7                           | 190                   |                    |                    |                    |
| 1.4                   | 1390                    | R4                 | 85 (63)/5000                            | 132/3800                                | 11,9                          | 177                   |                    |                    |                    |
| 1.4T BlueGT           | 1395                    | R4                 | 140 (100)/4500-6000                     | 250/1500-3500                           | 7,9                           | 210                   |                    |                    |                    |
| 1.4 TwinTurbo GTI     | 1390                    | R4                 | 180 (130)/6200                          | 250/2000-4500                           | 6,9                           | 229                   |                    |                    |                    |
| 1.6 MPI               | 1598                    | MPIR4              | 105 (77)/5250                           | 153/3750                                | 11,1                          | 184                   |                    |                    |                    |
| 1.8T GTI 2015         | 1798                    | R4                 | 192 (141)/6200                          | 320/1450-4200                           | 6,7                           | 235                   |                    |                    |                    |
| Silniki wysokoprężne: |                         |                    |                                         |                                         |                               |                       |                    |                    |                    |
| 1.2 TDI BlueMotion    | 1199                    | R3                 | 75 (55)/4200                            | 180/2000                                | 13,9                          | 173                   |                    |                    |                    |
| 1.2 TDI               | 1199                    | R3                 | 75 (55)/4200                            | 180/2000                                | 13,9                          | 170                   |                    |                    |                    |
| 1.4 TDI BlueMotion    | 1422                    | R3                 | 75 (55)/b.d.                            | b.d.                                    | b.d.                          | b.d.                  |                    |                    |                    |
| 1.4 TDI               | 1422                    | R3                 | 90 (66)/3500                            | 230/1500                                | 10,9                          | 184                   |                    |                    |                    |
| 1.4 TDI               | b.d.                    | R4                 | 105 (77)/b.d.                           | b.d.                                    | b.d.                          | b.d.                  |                    |                    |                    |
| 1.6 TDI               | 1598                    | R4                 | 75 (55)/4000                            | 195/1500-2500                           | 13,9                          | 170                   |                    |                    |                    |
| 1.6 TDI               | 1598                    | R4                 | 90 (66)/4200                            | 230/1500-2500                           | 11,5                          | 180                   |                    |                    |                    |
| 1.6 TDI BlueMotion    | 1598                    | R4                 | 90 (66)/4200                            | 230/1500-2500                           | 11,5                          | 180                   |                    |                    |                    |
| 1.6 TDI               | 1598                    | R4                 | 105 (77)/4400                           | 250/1500-2500                           | 10,4                          | 189                   |                    |                    |                    |

## Szósta generacja

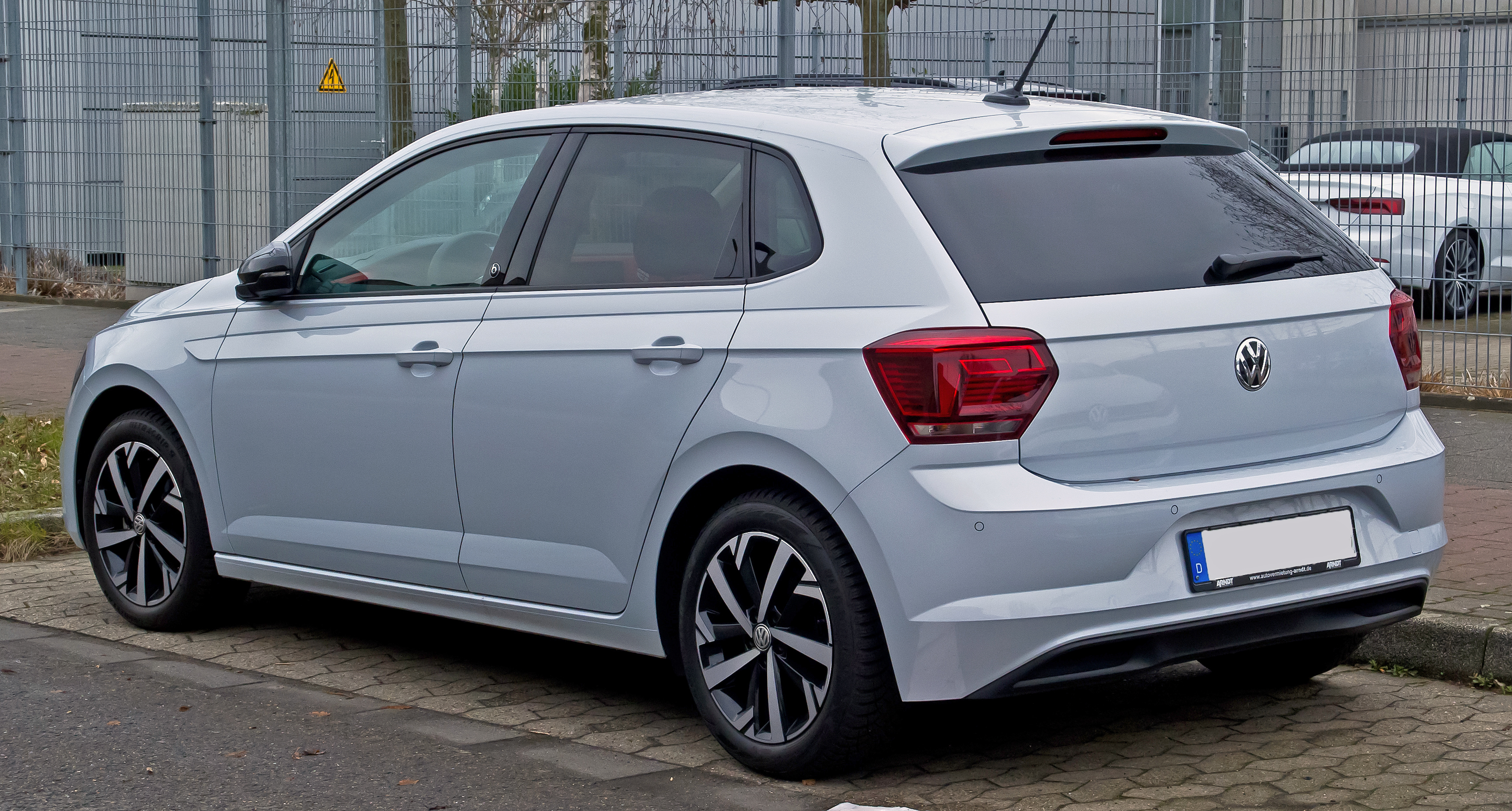
Volkswagen Polo VI - tył

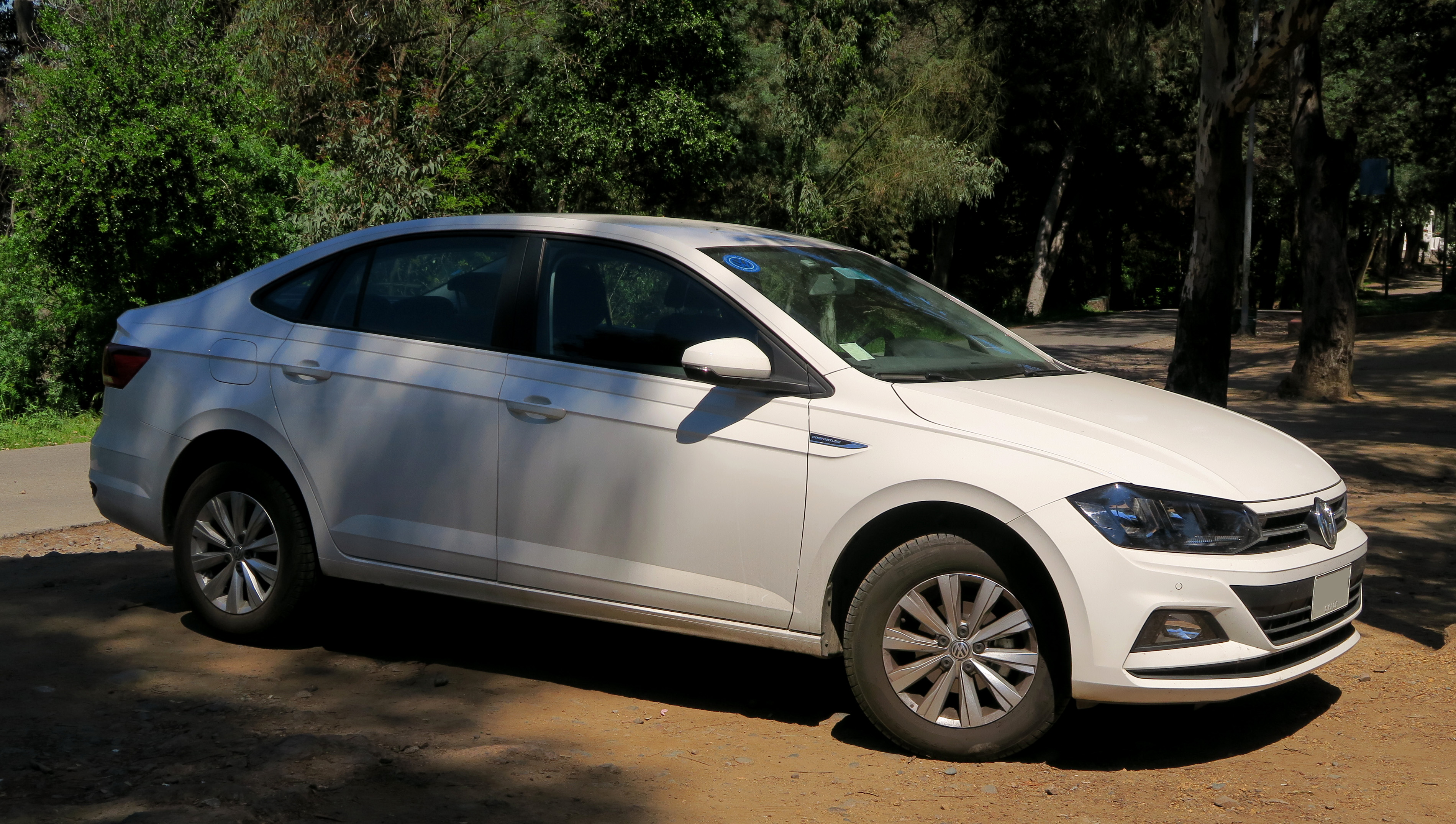
Volkswagen Virtus - wersja sedan

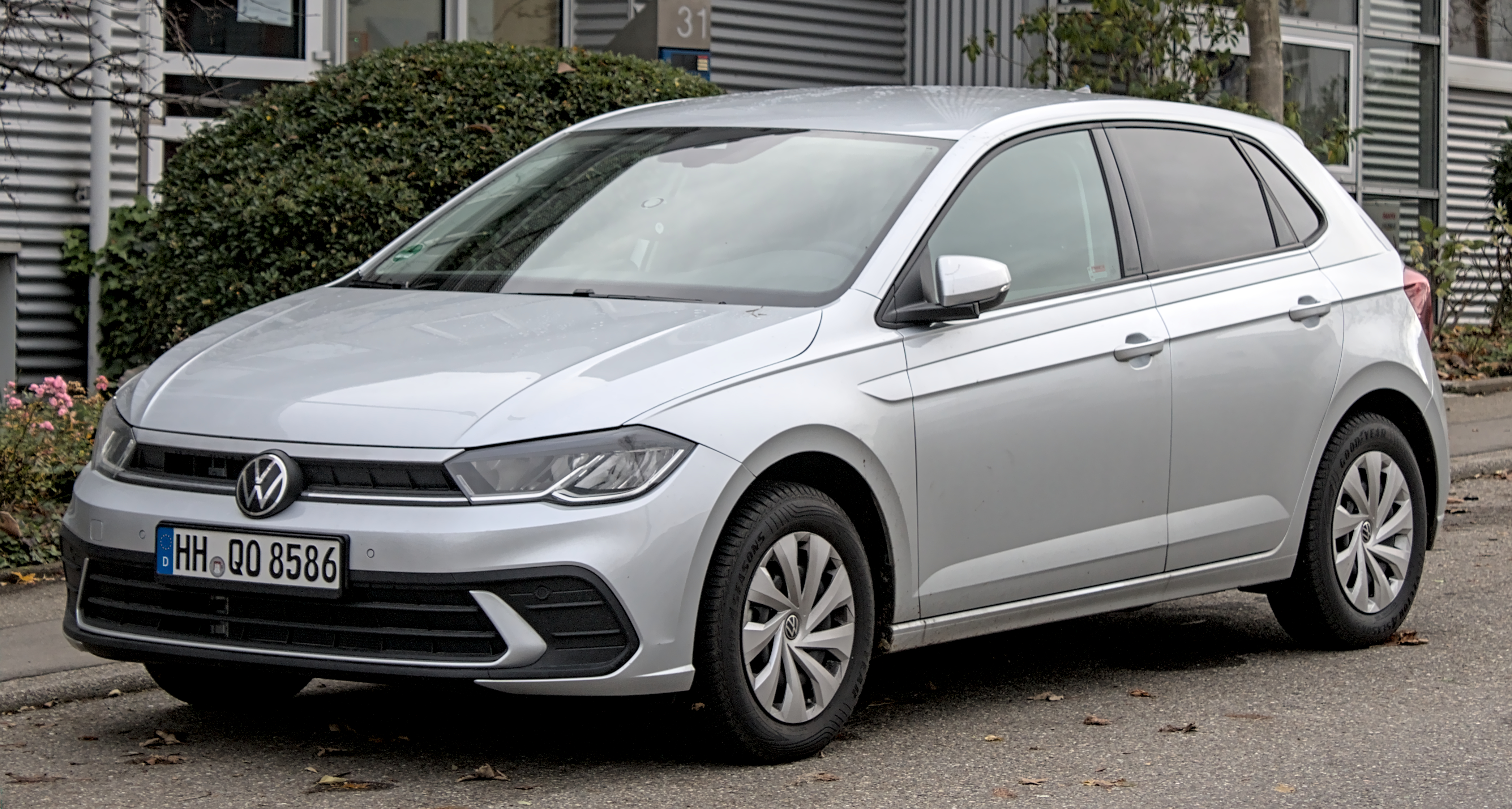
Volkswagen Polo VI po liftingu

Volkswagen Polo VI został po raz pierwszy oficjalnie zaprezentowany w czerwcu 2017 roku.
Samochód został zbudowany na bazie zupełnie nowej płyty podłogowej MQB A0, która wykorzystana została do budowy m.in. piątej generacji Seata Ibiza. Stylistyka pojazdu jest niemal identyczna jak w poprzedniej generacji. Auto wyróżniają zupełnie nowe reflektory przednie, które wykonane mogą być w technologii LED, przeprojektowane zostały także zderzaki oraz zastosowano ostrzejsze i mocniej zaakcentowane linie nadwozia.
Sprzedaż szóstej generacji Polo ruszyła jesienią 2017 roku. Pod koniec 2017 roku zaprezentowana została wersja sedan, która otrzymała oddzielną nazwę - Virtus. Samochód najpierw trafił do sprzedaży na rynek brazylijski i tam jest produkowany. Podobnie, jak w przypadku poprzednika także i tym razem Polo w wersji sedan nie trafił do sprzedaży na rynku europejskim.
Jesienią 2020 roku Polo zostało wizualnie przeprojektowane z przejściem na rok modelowy 2021. Od tego czasu pojazd jest wyposażony w nowe logo Volkswagena i napis Polo na tylnej klapie, która kiedyś znajdowała się w lewym dolnym rogu. Została umieszczona nową czcionką pośrodku pod logo VW. Z technicznego punktu widzenia nastąpiła aktualizacja „Modular Infotainment Kit 3” (MIB3).
W 2021 roku auto przeszło gruntowny facelifting.

### Wersje wyposażeniowe
- Start
- Trendline
- Comfortline
- Highline
- GTI
- United

W zależności od wybranej wersji wyposażeniowej pojazdu, auto wyposażone może być m.in. w cyfrowy zestaw wskaźników deski rozdzielczej, duży, 6,5 lub 8-calowy ekran dotykowy systemu multimedialnego, system bezkluczykowy, adaptacyjny tempomat, system zapobiegania kolizji z funkcją awaryjnego hamowania oraz system inteligentnych reflektorów, system rozpoznawania pieszych, a także system nagłośnienia firmy Beats.

### Silniki
| Silnik                | Pojemność skokowa [cm³] | Typ silnika        | Moc maksymalna [KM] ([kW]) przy obr/min | Maks. moment obrotowy [Nm] przy obr/min | Przyspieszenie 0–100 km/h [s] | Prędkość maks. [km/h] |                    |                    |                    |
| Silniki benzynowe:    | Silniki benzynowe:      | Silniki benzynowe: | Silniki benzynowe:                      | Silniki benzynowe:                      | Silniki benzynowe:            | Silniki benzynowe:    | Silniki benzynowe: | Silniki benzynowe: | Silniki benzynowe: |
| --------------------- | ----------------------- | ------------------ | --------------------------------------- | --------------------------------------- | ----------------------------- | --------------------- | ------------------ | ------------------ | ------------------ |
| 1.0                   | 999                     | R3                 | 65 (44)/5000                            | 95/3000                                 | 15,5                          | 164                   |                    |                    |                    |
| 1.0                   | 999                     | R3                 | 75 (54)/6200                            | 95/3000                                 | 14,9                          | 170                   |                    |                    |                    |
| 1.0 TSI               | 999                     | R3                 | 95 (70)/5000                            | 175/2000-3500                           | 10,8                          | 187                   |                    |                    |                    |
| 1.0 TSI               | 999                     | R3                 | 115 (85)/5000                           | 200/2000-3500                           | 9,0                           | 200                   |                    |                    |                    |
| 1.5 TSI               | 1498                    | R4                 | 150 (110)/5000                          | 250/1500-3500                           | 8.0                           | 217                   |                    |                    |                    |
| 2.0 TSI GTI           | 1984                    | R4                 | 200 (147)/5000                          | 350/1500-4000                           | 6,7                           | 237                   |                    |                    |                    |
| Silniki wysokoprężne: |                         |                    |                                         |                                         |                               |                       |                    |                    |                    |
| 1.6 TDI               | b.d.                    | R4                 | 80 (59)/b.d.                            | b.d./b.d.                               | b.d.                          | b.d.                  |                    |                    |                    |
| 1.6 TDI               | b.d.                    | R4                 | 95 (70)/b.d.                            | b.d./b.d.                               | b.d.                          | b.d.                  |                    |                    |                    |